# 大嶺炭田
大嶺炭田（おおみねたんでん）は、山口県美祢市から下関市にかけて分布する炭田である。中生代三畳紀に形成された炭田であり、日本の他の主要炭田よりも形成年代が古く、炭化が進んだ無煙炭の日本最大の産地として知られていた。

## 位置と環境
大嶺炭田は山口県美祢市西部から下関市（旧豊田町）にかけて、日本海と瀬戸内海とのおおよそ中間にあたる地域の東西約8キロメートル、南北約12キロメートル、面積約70平方キロメートルの範囲に広がっている炭田である。
大嶺炭田があるのはおおむね標高100メートルから300メートル程度の山間部である。炭田の中央部には標高350メートル程度の分水嶺が北北東から南南西に伸びていて、山地の谷間である低地部分は狭い。つまり基本的には山がちな地形の中に炭田が広がっている。

## 地質学的特徴

### 三畳紀に形成された厚保層群と美祢層群
日本列島は約7億年前、先カンブリア時代末期に超大陸ロディニアから分離した中国南部の大陸塊である揚子地塊の外縁でその形成が始まったと考えられている。その後、約4億5年万年前のオルドビス紀末期以降、揚子地塊辺縁の沈み込み帯に付加体が順次形成されていく。地塊辺縁から海洋側に向かって順次付加体が形成されていく中で、徐々に日本列島が形作られていった。そのため、現在の日本列島では日本海側に近い部分には古い時代に付加された地質体が存在し、太平洋側に向かうにつれてより新しい時代に付加された地質体が見られるようになっている。中国地方では例えば山口県の秋吉台で知られる山口県、島根県、広島県に広がる秋吉帯は、大洋域の島々や海山のサンゴ礁で形成された石灰石などが古生代末の後期ペルム紀に付加体となったものと考えられている。
中生代に入ると、中国地方では山口県西部の厚保層群、美祢層群、岡山県の成羽層群といった三畳紀に形成された地層群のように、秋吉帯などの付加体や周防帯などの変成帯の上部に、浅い海や汽水域で形成された地層や陸成層の堆積が始まった。中でも美祢市南部の厚保層群と美祢市西部から下関市北東部に見られる美祢層群は、これまで多くの植物、昆虫、貝類の化石が発見されたことで知られている。厚保層群は中期三畳紀の後期ラディニアン期から後期三畳紀のカーニアン期にかけて、美祢層群は後期三畳紀の後期カーニアン期からノーリアン期にかけ、ともに淡水域から浅海といった環境下で形成されたと考えられている。大嶺炭田は中生界三畳系である厚保層群、美祢層群内に炭層が分布しており、かつては日本最大の無煙炭の産地であった。

### 大嶺炭田の炭層とその特徴

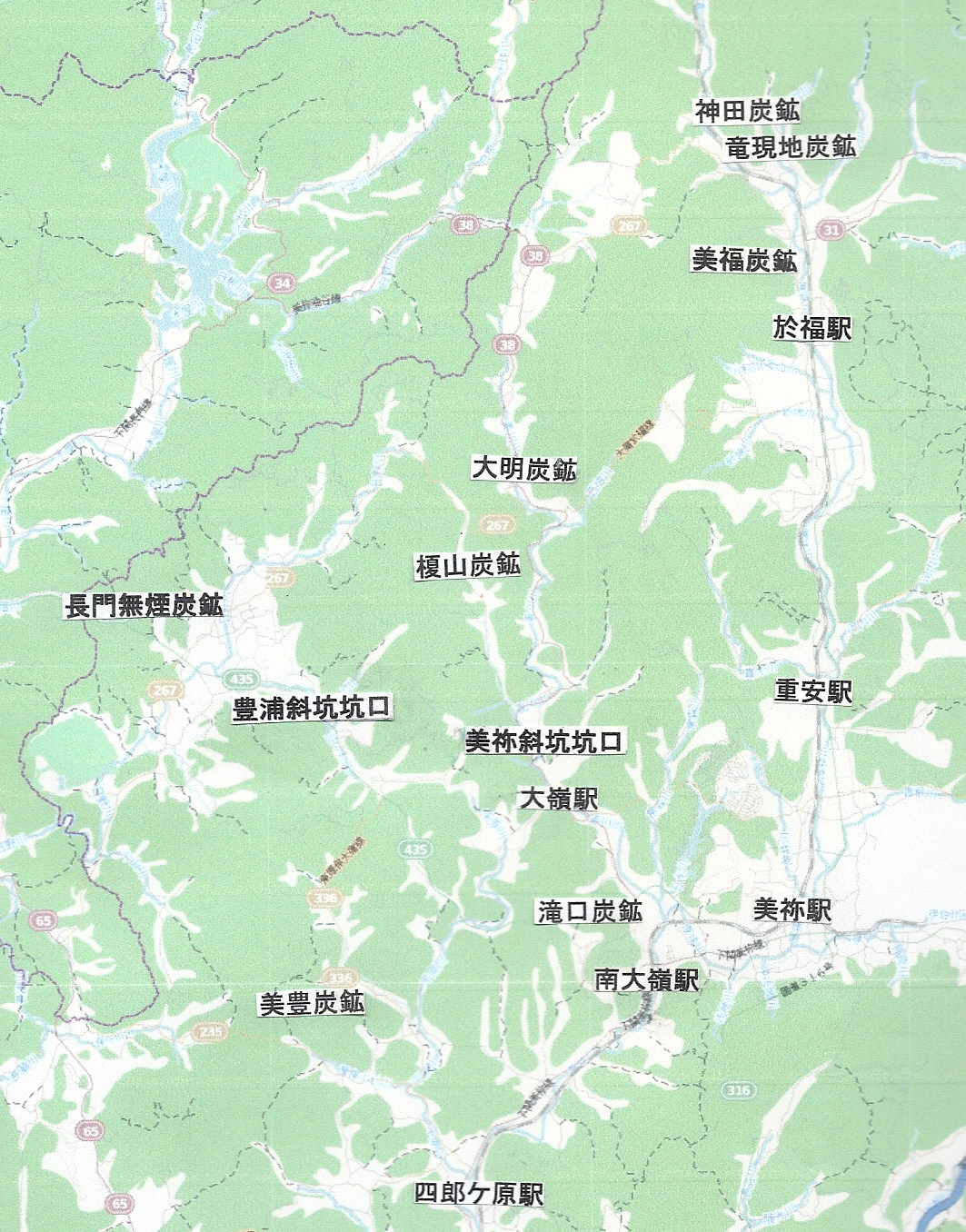
大嶺炭田の炭鉱の位置。

大嶺炭田は三畳紀に形成された厚保層群と美祢層群に炭層が分布しているが、主要炭層は全て美祢層群内にある。厚保層群は大嶺炭田の南東部、美祢線南大嶺駅の南方に美祢線を挟むように分布し、下層の本郷層と上層の熊倉層に二分される。うち、石炭層があるのは熊倉層であるが炭質は粗悪で、これまでほとんど石炭としては採掘されたことがない。しかし花崗岩体による熱変成を受けたためと考えられているが、熊倉層西部の花崗岩体周辺の無煙炭は土状黒鉛となっており、終戦後一時期黒鉛を採掘したものの、1949年（昭和24年）頃までに採掘が中止された。
美祢層群は北東から南西方向に向斜軸を持つ向斜構造をしており、地層の走向もおおよそ北東から南西方向である。層位は下位から平原層、桃木層、麻生層の3層に分けられている。それぞれの層に石炭層が分布しているが、大嶺炭田の主要石炭層は桃木層に集中している。平原層は炭田の南東部を中心として分布しており、層厚は北部は約350メートルであるのに対して南部では約1000メートルに達する。平原層は主に汽水性の堆積物と考えられる礫岩、砂岩、泥岩によって形成されており、その中に4層の石炭層が挟まっている。中でも平原層最下部には稗田層と呼ばれる3層の石炭層があり、炭層の発達が悪い地域では稼行対象とはなりえないものの、大嶺炭田南東部の旧大嶺駅南方の滝口付近では炭層がよく発達しており、滝口炭鉱、西嶺炭鉱が採掘対象としたが、カロリーが低い低質炭であった。これは石炭のもととなる植物の遺骸が堆積した際の条件が悪かったか、または地殻変動の影響によって炭質が悪化したものと考えられている。
桃木層は下層の平原層とは軽微な不整合で乗った形となっており、層厚約1600メートルである、下部から下部層、桃木層主部、猪ノ木夾炭層の3層で構成されており、大嶺炭田の主力炭層が含まれている。
桃木層の炭層で最下部にあるのが麦川層である。麦川層は3〜8層の炭層で構成されており、大嶺炭田南部では炭田開発初期から稼行対象となり、炭田北部の竜現地炭鉱でも採掘されたものの、炭層が不安定である上に平原層の稗田層と同じくカロリーが低い低質炭であった。炭質不良の原因はやはり稗田層と同じく、石炭のもととなる植物の遺骸が堆積した際の条件が悪かったか、または地殻変動の影響によって炭質が悪化したものと考えられている。
麦川層の上部にある炭層である藤河内層は大嶺炭田内に比較的安定した形で広く分布しており、炭田北部では炭層が厚く南部では薄くなる傾向が見られる。塊炭が多くカロリーが高い良質炭であり、榎山炭鉱、大明炭鉱、そして炭田北部の神田無煙炭鉱、美福炭鉱などで採掘された。藤河内層の上部には櫨ケ谷層があるが、全般的に炭層が薄い上に炭層内に頁岩が挟まっているなど採掘条件が悪いため、炭層の発達が比較的良い地域であった榎山炭鉱、大明炭鉱、櫨ケ谷炭鉱などで採掘された。炭質は塊炭が中心である。

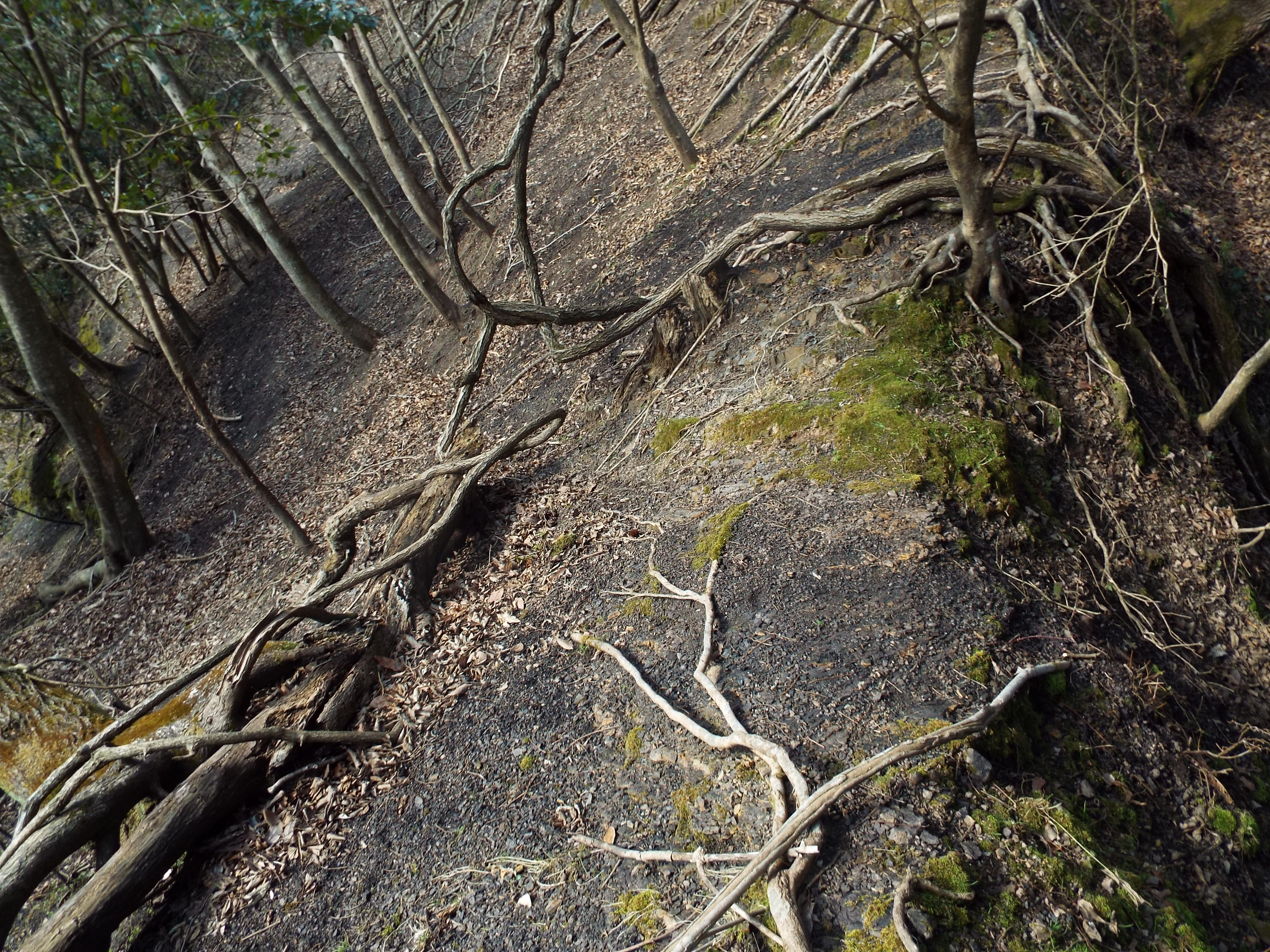
大嶺炭田の炭層。

藤河内層の上部には最下層、下層という炭層がある。中でも下層は大嶺炭田内に広く分布し、しかも1.5メートルから2メートルという比較的厚い炭層である上にカロリーも高い上質炭であり、大嶺炭田を代表する炭層の一つとされていた。炭質はやや塊炭が多いという特徴があり、炭層上下の地盤が固いため採掘が容易という利点があった。
下層の上に分布する上層は大嶺炭田随一とされた良質な炭層であった。炭層は平均3メートルで厚い部分では10メートルに及び、分布範囲も広くカロリーも高い良質炭であった。欠点としては炭質が粉炭中心である上に炭層上部が頁岩層であるため、採掘が他の炭層よりも難しいという問題があったが、採掘技術の革新によって採掘が容易となり増産がなされるようになった。なお粉炭中心という特徴は、大嶺炭田の歴史を通じて練炭としての需要が主であったことを考えると、逆に有利な面もあった。
桃木層最上部にある猪ノ木層は通常2層の炭層からなるが、場所によっては5層にまで分岐する。塊炭質でカロリーが高い上質炭を産し、下層、上層に次ぐ大嶺炭田の主力炭層であった。炭層上下の地盤が固いため水力採炭が行われたことがあり、下層、上層とともに1964年（昭和39年）以降、露天掘りが行われた。
ところで桃木層内の泥岩からは三畳紀に栄えた多くの植物化石や、ハエ、ゴキブリ、トンボ類の多くの昆虫化石が見つかっている。桃木層の多くは地層の特徴から川と氾濫原がある蛇行河川による堆積物であると推定されている。
桃木層の上位に当たる麻生層は美祢層全体の向斜軸周辺に分布しており、三ツ杉砂岩部層、小田夾炭層、三ノ瀬砂岩部層の3層で構成されている。麻生層の主体は浅海で堆積したものと考えられている砂岩層であるが、中に3層の炭層が含まれていて、小田層と呼ばれている。小田層の炭層は大嶺炭田西部の長門無煙炭鉱で採掘されたが、炭質は粉炭約90パーセント、塊炭10パーセントで、桃木層内の大嶺炭田主要炭層から産出される石炭と比較して灰分が多く、カロリーも低く炭質は劣っていた。
上記のように大嶺炭田の炭層は、麦川層以外の美祢層群の桃木層にある炭層が主力であり、産出される石炭は夾雑物が比較的少ない良質な無煙炭であった。桃木層内の主力炭層から採掘された無煙炭は、平均して灰分が20〜30パーセントで1キログラム当たりのカロリーは5000キロカロリー程度であった。一方、稗田層、麦川層は1キログラム当たりのカロリーが4000キロカロリー程度、小田層は3000キロカロリー程度と、主力炭層と比較して炭質が劣っていた。
大嶺炭田の無煙炭の特徴としては粉炭の割合が高く、しかも粉炭の粒度が小さくなるにつれて品位も高くなり、硫黄分が低く、無煙炭としては火付きが良いといった特徴があった。また炭層は東側（大嶺側）は30度前後の傾斜を持ち、西側（豊田前側）は傾斜が40度以上となる。そして各所に断層、褶曲があるため、走向や炭層の厚みに変化が多く一定しないという特徴が見られた。これらの特徴は大嶺炭田における採炭、選炭の手法、そして採掘された無煙炭の利用方法に影響を与えることになる。
大嶺炭田は大きく分けて美祢線於福駅周辺の於福地区と、於福地区より南側の美祢市西部から下関市（旧豊田町）にかけて広がる大嶺・豊田前地区の二地区に大別される。大嶺・豊田前地区が大嶺炭田の主要部であり、於福地区はいわば飛び地に当たる。於福地区には美祢層が分布しているが上部と下部が欠けており、炭層としては麦川層と藤河内層が分布している。また大嶺・豊田前地区の炭層は東側（大嶺側）の方がよく発達しており、西側（豊田前側）は炭層の傾斜が急な上に断層による乱れも大きく、炭田の開発は主として東部の大嶺側から進められることになった。
| 炭層名       | 層群     | 地層区分 | 層状                               | 稼行炭鉱の層厚                          | 稼行炭鉱                                   |
| ------------ | -------- | -------- | ---------------------------------- | --------------------------------------- | ------------------------------------------ |
|              | 厚保層群 | 熊倉層   | 3層                                | 1メートル                               | 終戦後の一時期、黒鉛を産出                 |
| 稗田層       | 美祢層群 | 平原層   | 3〜4層                             | 3メートル                               | 滝口炭鉱、西嶺炭鉱                         |
| 麦川層       | 美祢層群 | 桃木層   | 3〜8層                             | 1メートル                               | 竜現地炭鉱                                 |
| 藤河内層     | 美祢層群 | 桃木層   | 2〜3層                             | 1.5〜2.5メートル                        | 榎山炭鉱、大明炭鉱、神田無煙炭鉱、美福炭鉱 |
| 櫨ケ谷層     | 美祢層群 | 桃木層   |                                    | 1.5メートル                             | 榎山炭鉱、大明炭鉱、櫨ケ谷炭鉱             |
| 最下層、下層 | 美祢層群 | 桃木層   | 下層は3層で構成されている          | 1.5〜2メートル                          | 榎山炭鉱、大明炭鉱、山陽無煙炭鉱           |
| 上層         | 美祢層群 | 桃木層   |                                    | 平均3メートル、最も厚い部分で10メートル | 榎山炭鉱、大明炭鉱、山陽無煙炭鉱           |
| 猪ノ木層     | 美祢層群 | 桃木層   | 通常2層、場所によっては5層まで分岐 | 1.5メートル                             | 榎山炭鉱、山陽無煙炭鉱                     |
| 小田層       | 美祢層群 | 麻生層   | 3層                                | 0.5〜0.8メートル                        | 長門無煙炭鉱                               |

### 中生代に形成された日本唯一の主要炭田
世界的に見て、最も良質な上に炭層に乱れが少なくて炭層を挟む地層が堅いため採掘も容易な石炭は、古生代に形成された石炭である。しかし日本では古生代に形成された石炭は岐阜県の山間部にわずかに見られるのみで、経済的価値はほとんどない。中生代に形成された石炭もまた世界各地で採掘されているが、日本国内では大嶺炭田以外には大嶺炭田の南隣にある津布田炭田、岡山県の成羽炭田、京都府の舞鶴炭田、その他、福井県、徳島県、長野県などに見られるものの、いずれも経済的価値が低く、主要炭田と言える炭田は大嶺炭田のみであった。
日本の炭田は石狩炭田、釧路炭田、常磐炭田、筑豊炭田、三池炭田など、主要炭田の多くが新生代の古第三紀に形成されたものであり、大嶺炭田は中生代に形成された日本では唯一の主要炭田であった。大嶺炭田の石炭は約2億3000万年前から2億2000万年前にかけての中生代の三畳紀に堆積した植物の遺骸が、地殻変動や火成岩の影響によって無煙炭になったものと考えられている。

## 石炭の発見と採掘の開始

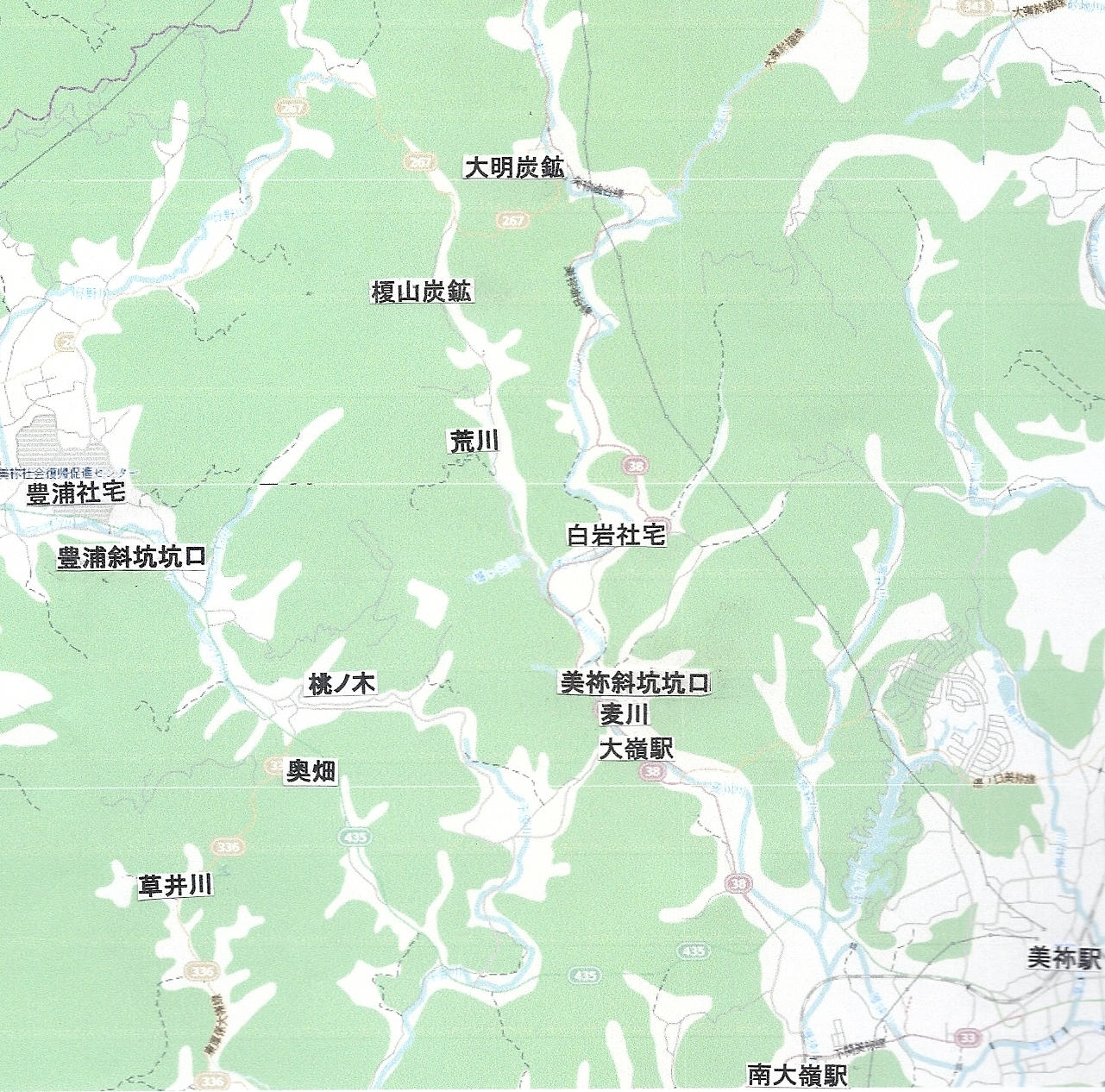
大嶺炭田の主要部（後の山陽無煙炭鉱地区）の地名等の地図。

大嶺炭田の発見経緯ははっきりとしていない。明治以前、現在の美祢市周辺に黒い土があることを不思議に思っていた人たちも居たが、それが石炭として使用できるとは考えもしなかったと伝えられている。大嶺炭田が炭田として認知された時期については諸説ある。早い説では1877年（明治10年）という説があるが、根拠がはっきりしない。大正初年に編纂された地元美祢郡大嶺村の治績状況では1884年（明治17年）頃の発見としており、また1904年（明治37年）の地元新聞「防長新聞」の紙上では、「今から18〜19年前の発見」としており、そうなると1885年（明治18年）から1886年（明治19年）頃の発見となる。
この頃、北九州や宇部からやって来る行商人が、郷里の石炭に似ているのでもしや石炭ではないかと思い火をつけてみたところ、無煙炭である大嶺炭田の石炭は燃えるには燃えるものの煙が出ない。これは北九州や宇部の行商人にとって見知っている石炭とは異なるため、結局手つかずとなってしまったとの逸話も伝わっている。
1887年（明治20年）頃になると大嶺炭田の石炭の利用が始まった。この時点で大嶺炭田の発見とする説もある。大嶺炭田の石炭はまず、美祢郡で生産されるようになった石灰を焼くために使用されたと伝えられている。美祢郡でいつ頃から石灰の生産が開始されたかははっきりとしないが、1884年（明治18年）の記録ではすでに110か所で石灰を生産していたとの記録が残っており、肥料用などで石灰の需要が高まりつつあったのを受けて、1887年（明治20年）頃には美祢郡では石灰の生産が盛んになってきていた。
石灰の原料である石灰石を焼いて石灰とするために、美祢郡では薪や木炭を使用していた。これを大嶺炭田の石炭で焼いてみると成績が良かったため、美祢郡内では地元で産出される石炭を石灰の焼成に使用することが広まった。石灰焼きに大嶺炭田の無煙炭を用いるようになると石灰の生産も増加していった。こうして明治20年代になると石灰焼きに使用する石炭の採掘が広まりだした。続いて1894年（明治27年）に開戦した日清戦争時には銅の需要が増大し、これを受けて近隣の於福銅山、長登銅山でも銅の製錬に大嶺炭田の無煙炭を使用するようになった。しかし当時はまだ大嶺炭田の石炭の用途はほとんどが石灰の焼成用に限られており、やがて生産過剰に陥って炭価が下落し、炭層が薄く炭質も悪い麦川、平原、奥畑といった炭鉱は休山に追い込まれ、桃ノ木、荒川で採炭が継続された。
大嶺炭田黎明期の石炭採掘はタヌキ掘りと呼ばれる方法で行われた。タヌキ掘りとは石炭の露頭から炭層に沿って人がツルハシで穴を掘るように石炭を採掘していくやり方のことで、山腹に穴を開けて掘っていく形からタヌキ掘りと名付けられた。坑道は幅約1.2メートル、長さは約90メートルほどであったといい、松の丸太で補強する程度であった、働く坑夫は2名ほどでもちろん機械は使用せず、採掘した石炭は籠で運んでいた。掘り出した石炭は車力が輸送したというが、大嶺炭田周辺は山道で道が悪く、多くの石炭を運ぶのは困難であった。なお、1894年（明治27年）頃の大嶺炭田の石炭生産量は約1000トンとの推計がある。

### 渋沢栄一が経営に乗り出す

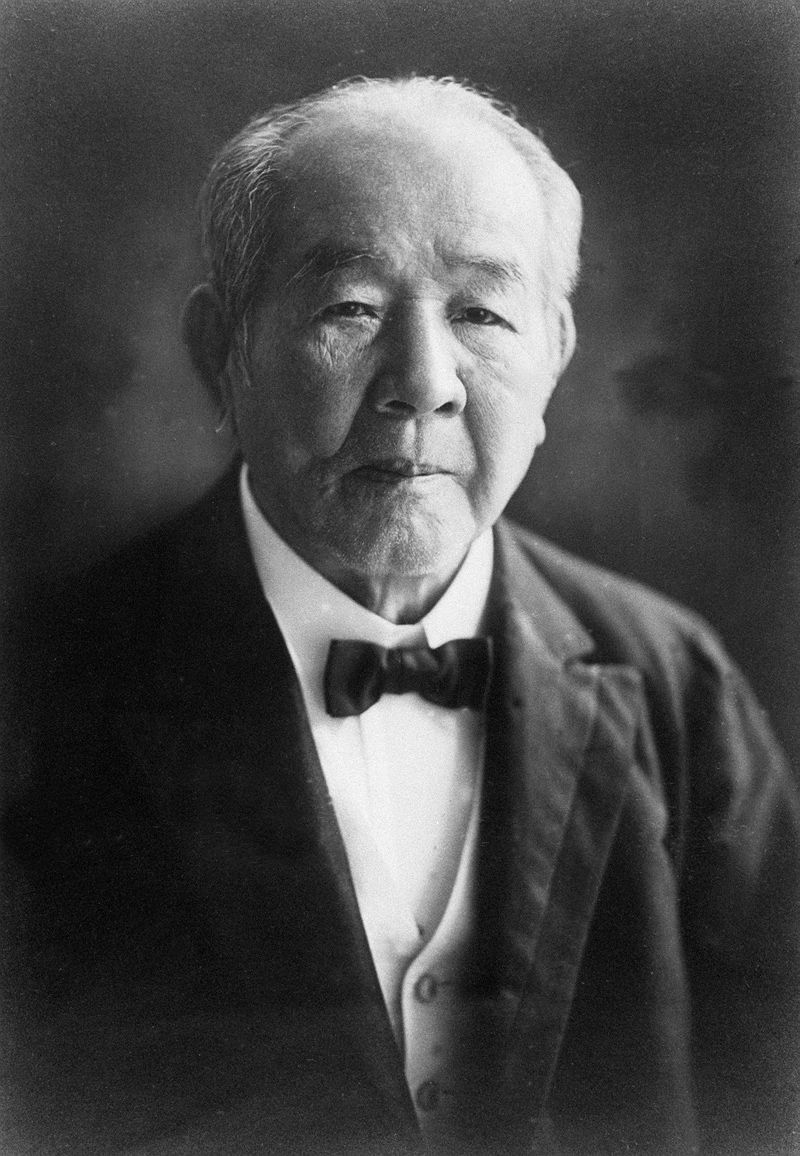
大嶺炭田での炭鉱経営に乗り出した渋沢栄一。

日清戦争後、後述のように戦闘時に海軍艦艇が煙を出す有煙炭を用いることに弊害が多いため、海軍は無煙炭や練炭への関心を高めていた。このような情勢を見て、無煙炭を産出する大嶺炭田は多くの石炭採掘の出願がなされるようになり、1896年（明治29年）頃には数十人が鉱区の権利を取得していた。こうなると投機の絶好の機会として、鉱区を高く転売することをもくろむ者が出てくる。大嶺炭田内の主要鉱区をまとめた上で大資本に売却し、利益を得ようと考えた者たちは、まず佐賀県杵島炭鉱の技師長、吉原政道に相談し、その後様々なつてを頼って買収相談を進めた結果、茨城県磐城炭鉱の唐崎恭三を通じて磐城炭鉱の大株主である渋沢栄一に繋がった。
もちろん渋沢は大嶺炭田の炭鉱経営に乗り出すに当たり、事前調査を行った。工学博士の鈴木敏を現地に派遣し、地質調査、大嶺炭田の無煙炭の炭質の調査などを行わせ、有望との結果を得た。そして渋沢とともに長門無煙炭鉱株式会社の経営を行うことになる浅野総一郎も数回にわたって現地を調査した。結局渋沢、浅野は大嶺炭田での炭鉱経営に乗り出すことを決定した。
会社設立に先立ち、まず炭鉱経営を続けていた荒川鉱区を500円、桃ノ木鉱区を2000円で買収し、1897年（明治30年）5月7日、渋沢を筆頭として浅野、吉原、唐崎ら7名が連名で長門無煙炭鉱株式会社の設立申請を東京府知事を通じて農商務大臣に提出した。会社の設立趣意書は、無煙炭は石灰の焼成、セメント工場、コークスの調合、更には家庭用では薪炭に替わる燃料となるものであるが、日本国内では2、3か所の産地が知られるだけで、生産量もわずかである。しかし美祢郡、豊浦郡に広がる大嶺炭田は、これまでわずかしか利用されていなかったが、調査の結果、炭質が良い上に広い地域に規則正しい数層の採掘に適した炭層が確認された。また炭田から厚狭の海岸、下関まで遠くない。このような諸条件を勘案すると、我が国の無煙炭を産出する炭田の中で最上のものである。すでに鉱区を買収し企業化の機は熟しており、株式会社を設立して炭鉱を経営し、これまで世に知られることのなかった良質の無煙炭を産出し、国益の一助としたいとの内容であった。
長門無煙炭鉱株式会社は、1897年（明治30年）7月2日に正式に設立認可が下り、渋沢栄一が取締役社長となった。会社設立後、大嶺炭田内で試掘を繰り返し、また鉱区全体で測量と地質調査を実施し、その成果は大嶺炭田の基礎資料となった。長門無煙炭鉱で働く鉱員は30名で、新たに開坑した荒川坑から上層の石炭を採掘した。この荒川坑において大嶺炭田で初めて軌条と炭車が使用され、採掘された石炭は炭車で搬出された。1903年（明治36年）の石炭産出量は年間3995トン、石炭の販売価格は1万斤（6トン）当たり10円50銭であったと伝えられている。

#### 輸送困難で経営難に陥る長門無煙炭鉱株式会社
有力財界人の渋沢栄一、浅野総一郎が経営に乗り出し、設備投資の結果、石炭の採掘方法も改善し、会社発足後も地質調査を進めていくなどの経営努力を進めていた長門無煙炭鉱株式会社であったが、経営は当初から苦しく赤字続きで、1902年（明治35年）上半期までに12688円の累積赤字を計上するに至った。そして会社の経営難を見て、募集株式の払い込みも275000円で止まってしまった。
経営難の原因は産出した石炭の輸送問題であった。設立趣意書には厚狭の海岸、下関まで遠くないと書いていたが、距離的には遠くないにしても当時の大嶺炭田は文字通り山間僻地にあった。まずは荷馬車で石炭を運び出そうと考えたが、荷馬車で最寄りの駅や港まで運ぶことは不可能ではなかったものの、山間部の険しくしかも狭い道を通るため、荷馬車一台当たりの積載量は800斤（480キログラム）が限度であり、そもそも大嶺炭田付近には石炭輸送用に使用できる荷馬車そのものが少なかった。結局荷馬車では一日あたり8万斤（48トン）が限度で、輸送能力としては極めて不十分であった。そこで厚狭川、木屋川の川舟を利用することを考えたものの、大河ではない厚狭川、木屋川の水運が石炭輸送の主力を担うことは困難であった。結局のところ産出された石炭は、量的に少量であった塊炭は銅の製錬用として地元の銅山に、残りは選炭をしないまま主として地元の石灰業者に販売し、一部は車で木屋川の下流域である木屋まで搬出した上で川舟で積み出し、九州方面の石灰業者に販売した。つまり輸送問題がネックとなって、長門無煙炭鉱株式会社時代もこれまでと比べて石炭の販路は大きく広がることはなかった。
結局、長門無煙炭鉱株式会社は鉄道を敷設して石炭の輸送問題を解決する方法しかないとの結論に至り、1899年（明治32年）に鉄道技師の小川資源に、山陽鉄道厚狭駅から大嶺炭田付近までの軽便鉄道敷設についての測量と設計を委託した。小川は軽便鉄道敷設には総額35〜36万円が必要であると報告したが、赤字続きの長門無煙炭鉱株式会社にはその費用を捻出することは不可能であり、会社の経営立て直し策としては、鉱区の整理と大嶺炭田で産出された無煙炭を各地で紹介するといった方法しか取れなかった。
そのような中で、後述のように海軍が練炭を艦船の燃料として使用する計画を進めていることを聞きつけた長門無煙炭鉱株式会社は、大嶺炭田で産出される無煙炭で海軍が使用する練炭を製造する要望を出した。大嶺炭田で産出された無煙炭で製造した練炭の試焚成績は良好であり、その後も海軍は試焚を繰り返し、炭鉱の現場視察も重ねた結果、長門無煙炭鉱株式会社に対して産出した無煙炭を買い上げることを提案した。海軍が無煙炭を購入する意向を示したことを聞きつけた山陽鉄道株式会社は、1901年（明治34年）に鉄道建設の実測を行ったところ、100万円の費用を要すとの結論が出た。海軍から提案された無煙炭の年間受け入れ量から考えて、とうてい100万円の鉄道敷設費用に見合うだけの利益を上げることは出来ないと判断され、長門無煙炭鉱株式会社からも鉄道敷設についての交渉が持たれたものの、敷設には至らなかった。
鉄道の敷設が上手くゆかず、無煙炭の海軍買い上げ話もまた思うように進展しない中、赤字続きの長門無煙炭鉱株式会社は経営危機に陥っていく。長門無煙炭鉱株式会社は政府に対してしばしば公営で大嶺炭田の炭鉱事業を行うように建議してみたものの、政府から色よい返事はなかった。この問題は日露関係の緊迫化によってようやく動き出すことになる。1903年（明治36年）になって海軍は本格的に大嶺炭田の買収交渉に乗り出すようになった。経営難の長門無煙炭鉱株式会社は翌1904年（明治37年）1月にはいよいよ会社解散が検討される状況にまで陥った。しかし2月には日露戦争が開戦となり、戦時となったため日本が海軍艦船用の無煙炭を購入してきたイギリスからの輸入は危険に晒される可能性が生まれた。また戦争がいつ終わるのかは予測不可能で、戦争終結までイギリス産無煙炭を供給し続けることが出来るかどうかは不透明であった。結局海軍は長門無煙炭鉱株式会社の買収と山陽鉄道厚狭駅から大嶺炭田付近までの鉄道敷設を決断することになった。

## 海軍炭鉱時代

### 海軍の軍用炭自給問題、練炭使用の促進と大嶺炭田

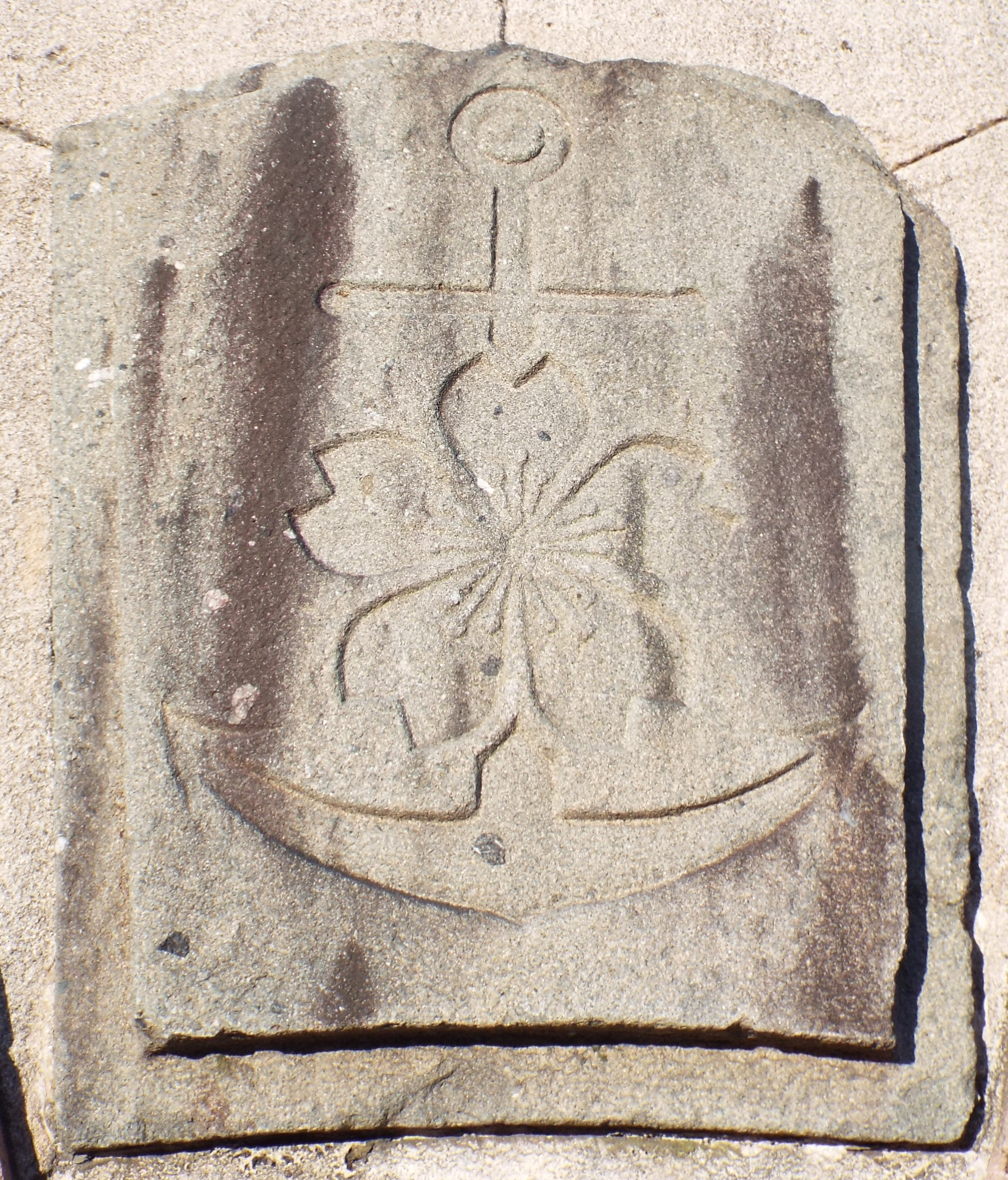
海軍炭鉱時代、桃ノ木坑の坑口に掲げられていた海軍を象徴する桜と錨を刻んだ石板。

1871年（明治4年）、兵部省は薩摩藩から唐津の炭鉱の献納を受けた。翌1872年（明治5年）には唐津の炭鉱は海軍省に移管され、以後、海軍直営で唐津で採炭が行われた。しかし海軍力の整備に伴って炭質に対する要求が高まっていき、また、石炭の消費量も増加してきたため、1886年（明治19年）には全国各地で産出される石炭の品質を調査した上で、海軍予備炭山が指定された。海軍予備炭山は平時においては予備として保有している炭鉱のことで、いったん有事となれば多量の石炭を供給することを目的とした制度であった。
1887年（明治20年）、海軍予備炭山の中で福岡県糟屋郡の新原炭が優れているとして、1890年（明治23年）4月1日には海軍直営の新原採炭所が開設された。日清戦争時に海軍艦船が使用した石炭の多くは直営の新原採炭所の石炭であった。ところが日清戦争時、有煙炭である新原炭の欠点が露見することになった。まず問題となったのは新原炭を燃料とした艦船は黒煙を吐き出すため、敵からその存在を容易に発見されてしまうということであった。そして味方同士の信号のやり取りも黒煙が邪魔してしまい、軍用炭としては不向きであることが明らかとなった。
結局海軍は有事に備えイギリス産の無煙炭を備蓄することになった。しかし日本とロシアとの緊張が高まっていく中で、イギリスカーディフ産の無煙炭の大量購入に踏み切らざるを得なくなった。日英同盟が結ばれていたこともあってイギリスからの石炭大量買い付けに成功し、日露戦争時、日本の艦船は全て高品質のイギリス産の無煙炭を使用することが出来た。その結果、能力通りの速力を出すことが可能となり、しかも排煙も薄くなった。日本海軍は使用石炭においてもロシア海軍に比べて大きな優位を得て、勝利を挙げる原動力の一つとなった。
ところで海軍の艦船の動力となる軍用炭を海外に依存することは国防上大きな問題であるとされ、国内自給が海軍の大きな課題の一つとなった。その上炭価が国内炭の倍以上と高額であり、海軍予算を圧迫していた。また海軍では1884年（明治17年）から練炭の使用が研究されており、その結果、着火が早く、高カロリーでかつ煙を出さない練炭の使用が望ましいとの結論に至り、1897年（明治30年）度の予算において海軍直営の練炭製造所の建設を予算要求するに至った。しかし当時民間からの練炭製造出願が相次いでおり、中でも天草炭業株式会社が製造した天草練炭は試焚の結果、軍用に適するとされたため、海軍直営の練炭製造所の建設計画はいったんストップして天草炭業株式会社に練炭の納入を命じることになった。しかし日露関係の緊迫化は能力不足の民間企業に練炭製造を依存することと、イギリス炭の輸入に軍用炭を依存し続けることの危険性を改めて認識させられることになった。しかもイギリスから大量に輸入した石炭のうち約15パーセントは粉炭であり、この粉炭から練炭を製造すれば海軍予算の大きな節約にもなると判断された。そこで海軍直営の練炭製造所の建設計画が改めて進められることになった。
このような中で、1900年（明治33年）、当時経営難に陥っていた長門無煙炭鉱株式会社から、海軍の艦船用に大嶺炭田から産出される無煙炭を使用して練炭を製造する希望が出された。そこで天草炭業株式会社に大嶺炭田の無煙炭を使用して練炭の試作を依頼した。完成した練炭を1901年（明治34年）6月に高雄、磐手、曙などで試焚した結果、イギリス炭には及ばないものの天草練炭を上回る好結果を得た。大嶺炭田産の石炭から作られた練炭の好成績を見た海軍は、大嶺炭田産の無煙炭で練炭を製造することによって、軍用炭の海外依存と練炭への移行という大きな課題を解決できると考えた。そこで長門無煙炭鉱株式会社とその周辺の鉱区を買収し、海軍直営で大嶺炭田の無煙炭を用いて軍事用の練炭を製造することになった。

### 海軍の買収

#### 日露戦争中の買収劇

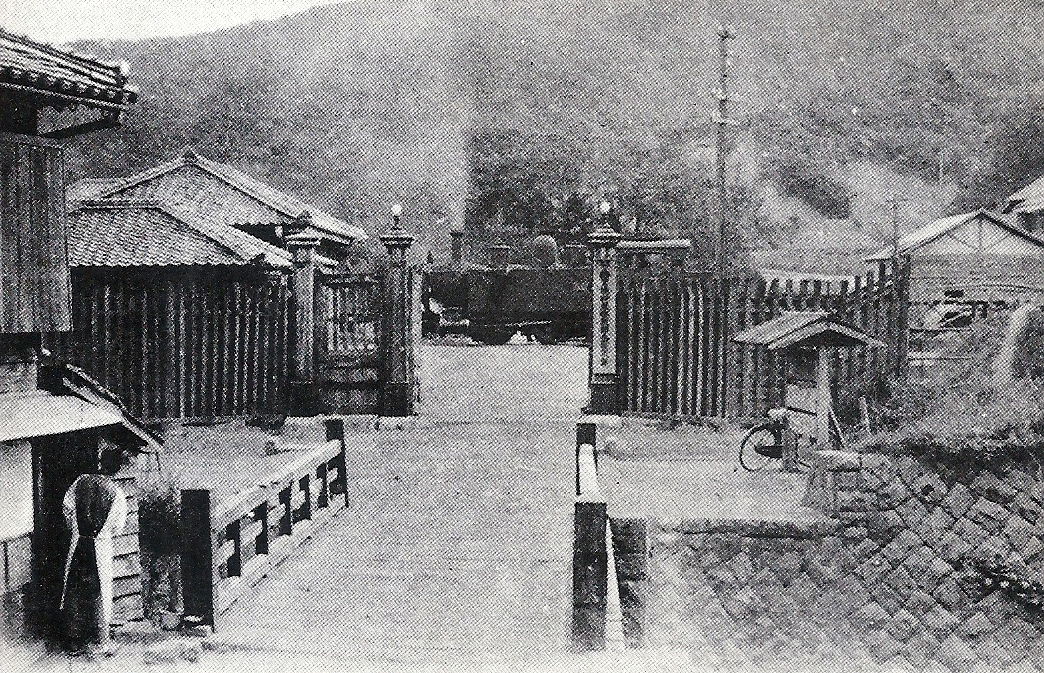
大嶺海軍採炭支所の正門の光景、明治末期から大正時代に撮影。

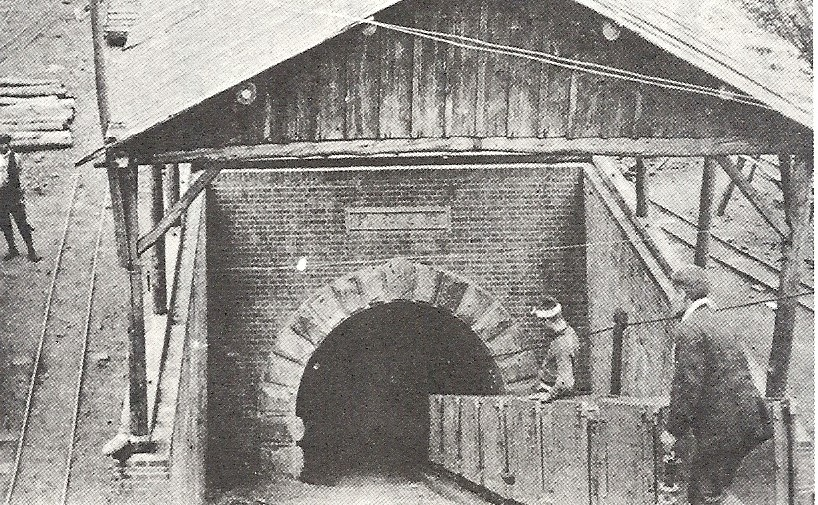
大嶺海軍採炭支所の桃ノ木坑の坑口、明治末期から大正時代に撮影。

前述のように日露関係が緊迫化していく中、1903年（明治36年）、海軍は本格的に大嶺炭田の買収交渉に乗り出すことになった。翌1904年（明治37年）2月、日露戦争が開戦となった。同年4月、日露戦争下の緊迫した情勢下、海軍大臣の山本権兵衛は日露戦争開戦という情勢を踏まえ、海軍直営で練炭製造を行う件について閣議に諮り、了承を得た。海軍省は海軍練炭製造所設立委員を任命し、練炭製造に向けて本格的に動き出した。なお海軍の大嶺炭田買収について、海軍大臣の山本権兵衛が有力財界人の渋沢栄一、浅野総一郎らが経営し、極度の経営難に陥っていた長門無煙炭鉱株式会社を救済することを目的として断行したものであるとの政財界癒着疑惑が流れたが、事実無根の話として問題とはならなかった。
山本権兵衛は1904年（明治37年）12月12日、第21回帝国議会の予算委員第四分科会の席で海軍の練炭製造所設立の経緯について、日露開戦に備えてイギリス産の無煙炭を可能な限り購入したものの、戦時下ではどうしても購入した無煙炭を日夜消費せざるを得ず、現状において戦争が終結する目途が立っておらず、しかもイギリス産の無煙炭の価格が高騰してしまい、今後、イギリス産の無煙炭を入手するのはかなり難しいとの現状を説明した。その上、バルチック艦隊が日本近海にやって来たら制海権を奪われてしまうのではないかとの認識を示し、そうなるとどうしても大嶺の無煙炭を購入して練炭を製造する必要に迫られているとした。そこで研究、検討を重ねた上で、（大嶺で）石炭を採掘し、練炭を製造するための相応の設備を建設し、軍需用の練炭を供給することに決定したと説明した。
1904年（明治37年）4月、海軍は長門無煙炭鉱株式会社の鉱区と周辺で石炭を採掘していた個人所有の小炭鉱を買収した。買収価格は長門無煙炭鉱が200000円、個人所有の小炭鉱が34000円の合計234000円であったと伝えられている。また炭鉱設備の整備費として100万円の支出も決定し、炭鉱の買収費用、整備費ともに海軍の予算で賄われることになった。その後1905年（明治38年）4月14日、臨時海軍練炭製造所採炭部が正式に発足し、1912年（明治45年）3月29日には海軍採炭所の管轄となり、福岡県糟屋郡に置かれていた新原海軍採炭所の支所（大嶺海軍採炭支所）という扱いとなった。なお、臨時海軍練炭製造所採炭部、海軍採炭所支所は地元では海軍炭鉱と呼ばれていた。
大嶺炭田の主要部分を買収した海軍は、1904年（明治37年）7月6日に武田秀雄海軍機関大監らが実地調査を行った。8月1日からは坑口の新設に着手し、大嶺炭田の炭層のうち下層を採掘することを目的とした荒川坑、櫨ケ谷坑、桃ノ木坑を、そして上層の石炭を採掘することを目的として北坑、南坑を開坑していく。11月からは採掘が開始されたが、開坑された各坑から出坑した石炭は、運搬手段が未整備であったためとりあえずは全て貯炭したと伝えられている。海軍艦艇の燃料国産化と練炭使用推進を大きな課題としていた海軍は、1906年（明治39年）6月20日、海軍軍令部長の海軍大将東郷平八郎が、南坑の開坑式に出席するなど、大嶺炭田からの無煙炭産出を重視する姿勢を見せた。

#### 海軍練炭製造所の建設

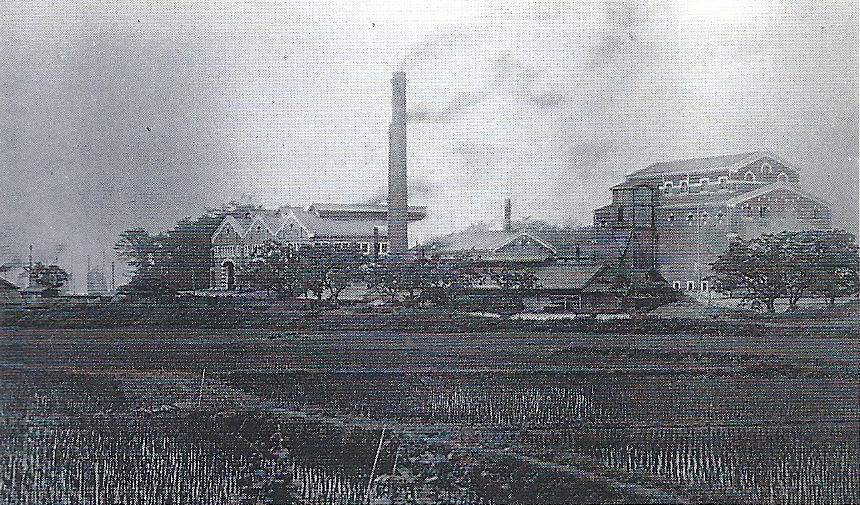
大正時代の徳山海軍練炭製造所の全景。

大嶺炭田で採掘された無煙炭を練炭に加工する練炭製造所は、まず敷設予定の大嶺炭田からの鉄道と山陽鉄道本線との連絡地である厚狭の海岸に設ける案が浮上した。しかし厚狭は大嶺炭田から至近であるが、海が遠浅であるため製品となった練炭を輸送する海軍艦船の着岸が困難であるとの欠点があった。同様の理由で埴生、長府も候補から脱落し、結局大嶺炭田からの距離、鉄道輸送を予定している無煙炭輸送に都合の良い場所、製品の海軍艦船輸送が可能な良港という条件を勘案し、小野田、小月、下松そして徳山が候補地となった。
徳山については徳山出身の児玉源太郎が誘致に尽力したとの話が伝わっている。海軍練炭所の建設候補地の一つとなっていることを知った徳山では、官民を挙げての猛運動を開始した。当時、これといった産業が無く寂れていた徳山は、突如降ってわいた地域振興のチャンス獲得に必死となった。良港を持ち、鉄道輸送に不安はなく、気候、風俗人情が温和で流行病の恐れもない衛生的な地で、しかも建設費用も安価であると徳山の利点を猛アピールするとともに、練炭製造所用地を無償で海軍に献納するとの破格の条件を持ち出した。他の候補地も誘致運動を展開したが、海軍の実地調査の結果、小月は海が遠浅であり、下松は駅から練炭製造所の建設予定地までの距離が遠いという問題があり、徳山が最有力候補となっていった。
しかし徳山にも欠点があった。徳山出身の児玉源太郎も指摘した水の問題である。徳山は水が乏しい地であり、練炭製造に大量の水が必要となると製造所の運営は厳しくなる。練炭製造所の用水確保は農業用水との兼ね合いもあって調整に手間取ったが、1904年（明治37年）6月には徳山に決定した。
1904年（明治37年）8月、徳山で海軍練炭所建設が開始され、9月25日、26日には徳山港に練炭の原料となる粉炭化したイギリス炭が陸揚げされた。1905年（明治38年）3月、フランス製の練炭製造機が届き、4月下旬から練炭製造が開始された。練炭製造当初は粉炭化したイギリス炭が原料であったが、大嶺炭田から厚狭までの鉄道の開業後に無煙炭輸送が開始されると、大嶺炭田で産出された無煙炭を原料とした練炭製造が主となった。

#### 鉄道の突貫工事
長門無煙炭鉱株式会社の経営不振の主因は、産出した石炭を効率的に市場へと輸送する手段がなかったことにあった。つまり海軍が無煙炭を採掘するようになったところで輸送手段を確立しなければ、海軍艦船燃料の国産化と練炭使用促進も文字通り絵に描いた餅に終わってしまう。石炭の輸送ルートについては厚狭川か木屋川の川舟を使用する案も検討されたが、やはり到底輸送が間に合わないと考えられ、結局のところ鉄道敷設しかないとの結論となった。1904年（明治37年）時点で山陽鉄道は下関駅まで延伸されており、大嶺炭田の石炭輸送用の鉄道ルートとしては厚狭駅から厚狭川沿いを遡るルートと、もう一つ小月駅から西市（現在は下関市、旧豊田町）を経由して大嶺炭田に向かうルートが検討された。
最終的には厚狭駅から厚狭川沿いを遡るルートに鉄道を敷設することになるのだが、このルートは厚狭川の蛇行が激しい上に、大嶺炭田の近くになると川沿いに断崖が迫っている場所も多くなり、トンネルの掘削や架橋をしなければならない箇所が多いため、難工事が予想された。この難工事に取り掛かるきっかけはやはり日露戦争の開戦であった。海軍省は山陽鉄道に対して厚狭駅から大嶺炭田までの19.7キロメートルの鉄道敷設について打診し、それを受けて山陽鉄道は1904年（明治37年）4月、厚狭から大嶺炭田までの鉄道敷設を決定し、資本金の250万円増資を決定した。4月18日には海軍大臣から大嶺支線建設に関する補助金支給についての命令書が交付され、5月27日に逓信大臣から鉄道敷設に関する仮免許、そして7月13日には本免許が交付された。
海軍大臣からの命令書の内容の要旨は
- 山陽鉄道株式会社は麦川（大嶺炭田）から厚狭までの鉄道を建設し、海軍用の石炭を運搬することとする。
- 麦川の駅建設場所については海軍が場所を指示する。
- 1905年（明治38年）6月30日までに工事を完成させること。
- 海軍省は工事費用の補助として定められた金額を支払う、なお支払いは工事完成後とする。
- 1年間に石炭運搬量は15万トン以上とする。輸送量が15万トンに届かなかった場合には規定の補助金を打つ[† 6]。
- 石炭運賃はトン当たり1マイル3銭5厘とし、発着手数料としてトンあたり20銭を支払う。
- 当鉄道において一般旅客、荷物の取り扱いを行うことは構わないが、そのために海軍用石炭運搬に支障、遅延を起こしてはならない。

であった。
日露戦争という非常事態下に海軍の命令によって開始された鉄道敷設は、平時において35か月かかるとされた工事を約3分の1の工期である12か月で完成させる計画であった。山陽鉄道は宇野線の工事に従事していた八田嘉明を派遣することを決定した。八田は1904年（明治37年）4月中に鉄道建設調査と設計に取り掛かり、6月7日には厚狭駅近くに建設事務所が開設された。
地元自治体、鉄道建設予定の沿線住民たちはこぞって鉄道敷設を歓迎した。鉄道建設に伴う河川や道路の付け替えなどといった取り決めはスムーズに進み、鉄道建設用地の所有者たちも争うように用地の寄贈を申し入れた。当時の新聞報道によれば鉄道用地は全て、土地所有者から寄贈されたという。当初予定の6月末着工には間に合わなかったものの、測量、製図、各種工事の設計、用地寄贈の受付とそれに対する報償事務、所有権移転の登記などのもろもろの準備は8月末までに完了し、建設工事については全工事区間を10工区に分け、第一鬼ケ釜トンネル、第二鬼ケ釜トンネル工事の2区間は直営とし、残り8区間の工事区間を請負委託することとして、9月1日に全10工区で一斉に工事が開始された
大嶺炭田までの鉄道敷設はとにかく急ぐことが求められた。そのため工事は昼夜兼行の突貫工事となった。工事現場には多くの工事関係者がやって来て、もともと寒村であった建設現場は突如として人の往来が頻繁になった。場所によっては工事関係者が宿泊場所を占拠してしまったため、一般の旅人たちは農家に宿を借りざるを得ない状況となった。工事関係者を当て込んで料理屋を開業する者が現れたり、近隣から商売人たちがたくさんやって来るようになった。もちろんこのような状況では物価も跳ね上がった。工事期間中降雨が多く、出水によって工事が難航したため、1905年（明治38年）6月末の工事完成予定は2か月延期となり、8月末の完成予定となった。それでも3月までにはトンネルは開通し、築堤、鉄道建設に伴う河川、道路の変更工事なども完成し、8月末までには橋梁工事、軌道の敷設、駅の建設が終了し、9月10日に開通式が挙行されることになった。
1905年（明治38年）9月10日の開通式では、特別に新造された列車が連結された記念列車が運行された。記念列車のうち2両は緑の葉で飾りつけられて楽隊が乗車し、駅に到着するたびに勇ましい音楽を演奏し雰囲気を盛り上げた。終点の大嶺駅には舞台、相撲場、大緑門が設けられ、近隣からの大勢の人々が集まる中、花火が打ち上げられた。正午に列車が大嶺駅に到着すると午餐会が開かれ、牛場卓蔵山陽鉄道株式会社代表取締役会長の開会挨拶の後、武田秀雄海軍機関大監から祝辞が述べられた。武田は祝辞の中で
と、海軍が大嶺炭田の炭鉱事業の直営に乗り出したことと、山陽鉄道大嶺支線の建設についての意義を説明した。
その後、小郡、山口、下関から来た芸妓による踊り、女常陸山の土俵入り、甚句という女相撲など、様々な余興が披露され、海軍練炭製造所採炭部の建物見学も行われた。
9月13日から山陽鉄道大嶺支線の正式営業が開始されたものの、肝心の石炭輸送は海軍練炭製造所採炭部の採炭設備が整わなかったためにすぐには始まらなかった。結局1906年（明治39年）2月11日になって、大嶺から徳山までの毎日一往復の石炭輸送列車の運行が開始された。そして同年12月には国は山陽鉄道を買収し山陽鉄道大嶺支線も国有化された。

### 最新鋭の海軍炭鉱

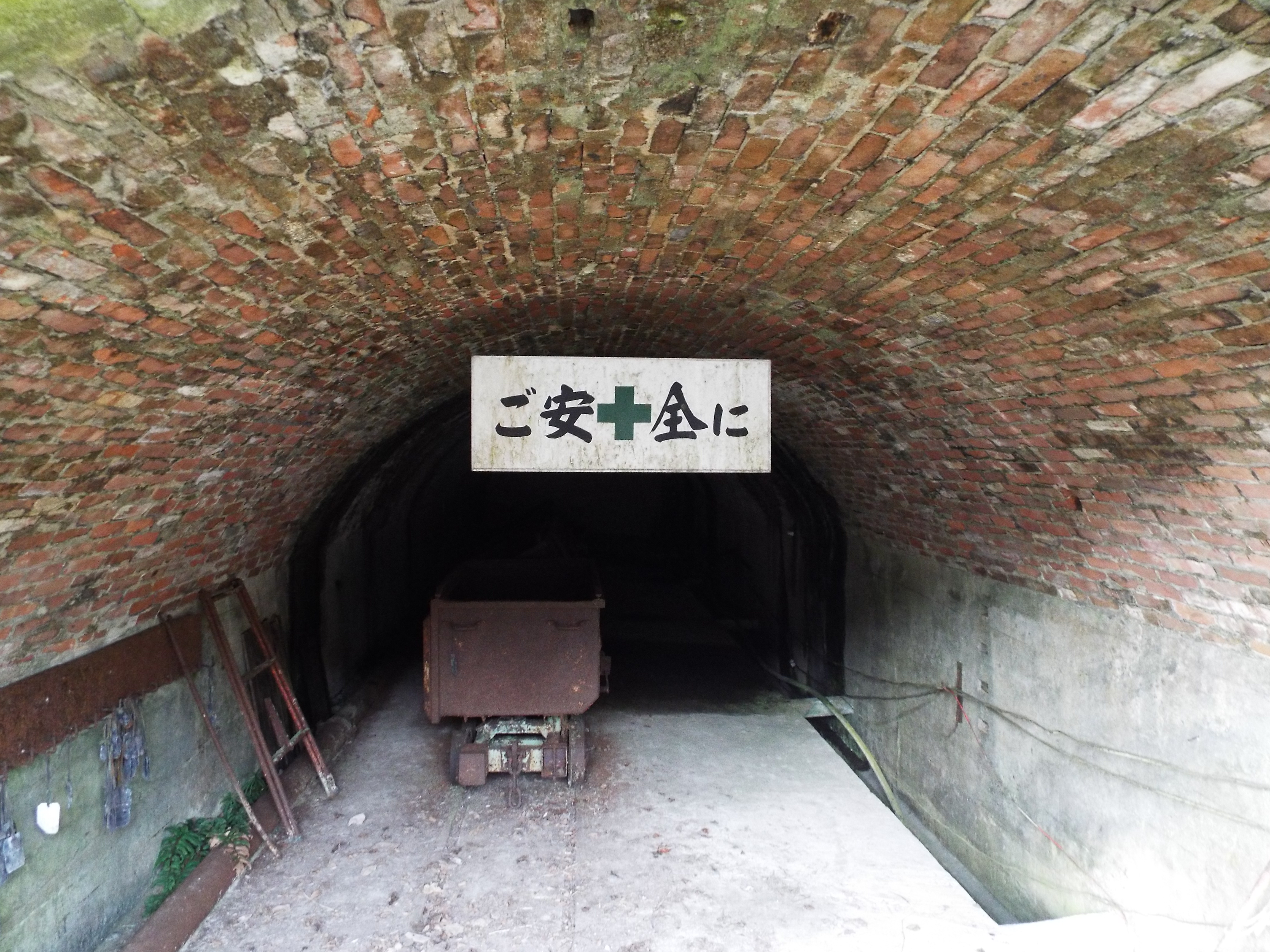
海軍炭鉱時代のレンガ積みが坑口から約30メートル残っている荒川坑。

海軍練炭製造所採炭部の経営形態は、海軍省直轄で上層の粉炭を採掘し、下層の塊炭は福岡県糟屋郡の内田鼎が請負採掘する方式であった。海軍練炭製造所採炭部は大嶺炭田中央部の桃ノ木、荒川、奥畑の浅部に埋蔵されている石炭を採掘し、産出が軌道に乗ったのは1906年（明治39年）夏以降であったという。その間の1912年（明治45年）には福岡県の新原に在る海軍採炭所に所属が併合される。なお内田鼎との請負契約は1919年（大正8年）3月に解除となり、以後は海軍直営一本となった。
海軍は炭鉱経営を行うにあたり、設備を大幅に更新、近代化した。まずは坑内外の設備の電化であった。火力発電所を麦川に設け、宮原二郎が発明した当時の海軍艦船の主力ボイラーであった宮原式水管ボイラーを1908年（明治41年）2月末の段階で3台、発電機を3台設置した。なお、1910年（明治43年）6月には宮原式水管ボイラーを4台、合計800馬力、発電機は3台で出力は1000キロワットであったとの記録が残っている。
麦川の発電所で発電された電力は炭鉱の諸設備の運転に使用された。坑内の通気は海軍の経営となった当初は自然換気であったが、後に桃ノ木坑、櫨ケ谷坑ではキャベル式扇風機が使用されるようになった。排水についてもポンプを使用し、これまでの大嶺炭田の炭鉱では排水設備が整わなかったために水平に坑道を掘り進めるしかなかったものが、炭層の傾斜に合わせた斜坑を設けることが可能となった。また坑道が深くなるにつれて坑内から発生するガスに引火する危険性を考慮して、坑内の明かりは全てデービー灯やクラニー灯といった安全灯を使用するようになった。

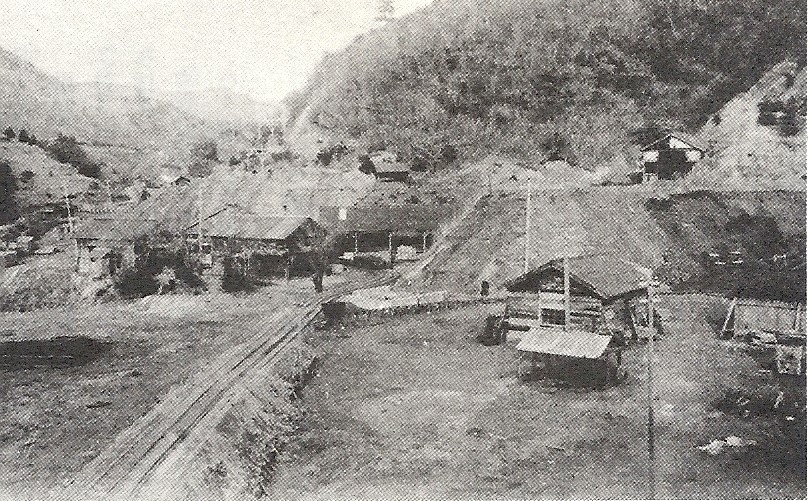
大嶺海軍採炭支所の桃ノ木坑所の全景、明治末期から大正時代に撮影。

しかし桃ノ木坑、櫨ケ谷坑では、毎年梅雨時となると出水量が増加して坑内からの排水が困難になっていた。中でも1916年（大正5年）の梅雨は雨が長期間降り続いたため、ポンプを増設して排水に努めてみたものの結局排水が追いつかなくなってしまい、一時採掘を中止せざるを得なくなった。
石炭の採掘は手掘が基本であったが岩石の掘進時には削岩機も用いられた。坑内で採掘された石炭の搬出には電気巻上機を用い、桃ノ木坑、櫨ケ谷坑から麦川にあった選炭所までの輸送には索道が用いられた。麦川までの道のりが平坦であった荒川坑からは当初は馬車が使用されたが、後にはエンドレスロープ（巻ロープ）が用いられるようになった。また機械の修理工場があって、炭鉱で故障、破損した機械類の修理を行っていた。
1921年（大正10年）には組織が海軍燃料廠採炭部大嶺炭鉱煉炭製造所採炭所とされた。
なお石炭輸送用の鉄索はドイツのブライベルト社製で、ドイツ人技師の指導によって建設されたもので、1919年（大正8年）と、海軍離脱後の1937年（昭和12年）には新しい索道が設けられ、1961年（昭和36年）9月に廃止されるまで、大嶺炭田のシンボルの1つとして親しまれた。1933年（昭和8年）8月に大嶺炭田付近を訪れた種田山頭火は
と、大嶺炭田の石炭輸送用鉄索を俳句に詠んでいる。
産出された石炭は全て麦川の選炭所に集められて選炭が行われた。海軍艦船用の練炭原料として品質管理は厳しく、灰分25パーセント以下（1キログラム当たり約6000キロカロリー）と決められていた。練炭の原料として徳山の海軍練炭製造所に輸送されたのは上層の粉炭が中心であり、径13ミリメートル以下の粉炭、そして選炭所で良炭とされた塊炭は海軍練炭の原料として使用された。粗悪炭とされたものの一部は後述のボイラーの燃料とされたというが、基本的には廃棄処分となった。選炭作業はまず粉炭と塊炭に分離するために篩にかけられた。大嶺支線（美祢線）の引込線が選炭所まで延伸されており、粉炭についてはそのまま貨車に積み込まれた。一方、塊炭は選炭によって上質炭を選別し、上質炭は粉砕の上、粉炭とともに貨車で徳山の海軍練炭製造所に輸送された。

### 海軍炭鉱での生活

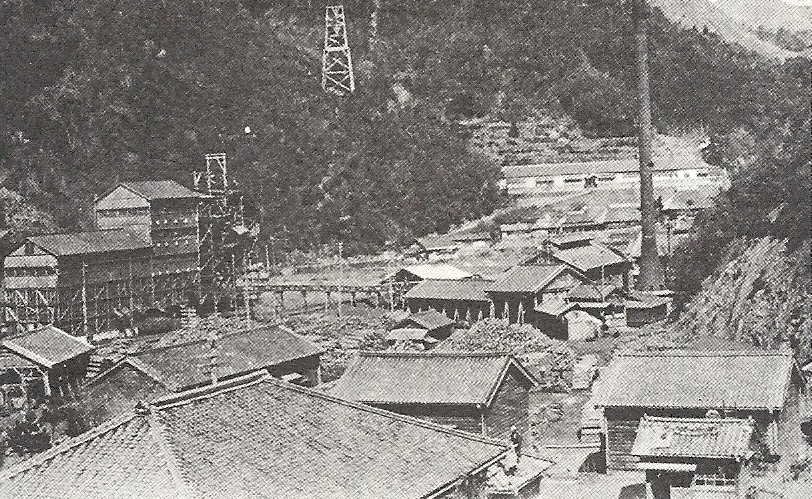
大嶺海軍採炭支所時代の麦川の全景。明治末期から大正時代に撮影。

海軍練炭製造所採炭部関連の施設としては、事務所、海軍関係者が住む官舎、合宿所、医室、隔離病室、倶楽部、売店、そして直轄鉱夫が住む鉱員住宅、請負鉱夫が住む鉱員住宅などがあった。うち、事務所、官舎、合宿所などは麦川にあり、鉱員住宅については麦川の他に桃ノ木坑、櫨ケ谷坑の近くにあった。直轄鉱夫が住む鉱員住宅は1908年（明治41年）2月末は納屋40戸、鉱員は350名、1910年（明治43年）6月は納屋40戸、鉱員337名、一方、請負鉱夫が住む鉱員住宅は1908年（明治41年）2月末は納屋130戸あまり、鉱員は400名あまり、1910年（明治43年）6月は納屋240戸あまり、鉱員605名であったとの記録が残っている。炭鉱での仕事に関連する疾病には関しては直轄鉱夫は公傷として医室での治療を受けることが出来た。一方、請負鉱夫の炭鉱での仕事による疾病は嘱託医が治療したという。
海軍練炭製造所採炭部の鉱夫が住む納屋の住環境はお世辞にも良いとは言えなかった。海軍直営の納屋は4畳半一間のみで、一日に15銭前後の家賃がかかった。また、1916年（大正5年）の大嶺町荒川の炭鉱住宅は、当時美祢周辺では低所得者の住宅とされた杉皮葺きで、間取りは4.5畳と3畳の板の間であり、筵の上で寝起きしていたとの記録もある。労働条件も過酷で、一日二交代の12時間労働で、休憩時間も午前と午後に15分ずつしかなかったと伝えられている。一方、給与はというと特殊先山（採炭夫）が日給70銭、坑外夫が一日50銭であったという。しかし当時ほとんどの炭鉱がわらじ履きで仕事をしたのに対し、1920年（大正9年）頃からは地下足袋となるなど、労働待遇が良い面もあった。一方、請負鉱夫の待遇はというと、飯場主が鉱夫に衣食住すべてを保障する代わりに、給与のほとんどが飯場主が手に入れる仕組みとなっており、文字通りの搾取であったと伝えられている。
当時は坑内婦として婦女子も炭坑内で働いていた。1916年（大正5年）4月14日の新聞報道によれば大嶺海軍採炭支所では98名の女性坑夫が働いていたという。坑内婦はシャツ一枚と云われるが、暑いために実際は上半身は裸体腰巻一枚で入坑していた(山本作兵衛の絵画『筑豊炭鉱絵巻』にも記録)といい、仕事後の風呂は男女混浴で、水替えが行われないためいつも真っ黒であったという。海軍練炭製造所採炭部周辺に飲食店は一つも無かったといい、娯楽施設は唯一、国鉄大嶺駅前にあけぼの座という劇場があったものの、月に2、3回ある興行の他は、たまに流しの浪曲芸人がやってくる程度であった。このような殺風景な炭鉱では女性問題などのトラブルが原因での刃傷沙汰がしばしば発生した。
鉱夫は主に北九州、島根県、広島県からやって来たと伝えられている。海軍練炭製造所採炭部には数名の鉱夫募集担当職員がいて、農閑期を中心に鉱夫募集に奔走した。また、北九州からの鉱夫が多かったのは海軍練炭製造所採炭部の請負をしていた内田鼎が福岡県粕屋郡出身であり、内田が地元北九州の鉱夫を呼び寄せたためであった。そして当初、娯楽施設がほとんど無く、飲食店すらなかった大嶺駅前の麦川の町も、炭鉱で働く人々が集まるにつれ、1907年（明治40年）頃からは住宅や商店が立ち並ぶようになっていった。

### 大嶺炭田の石炭の欠点と海軍の対応
海軍艦艇の燃料国産化と練炭使用推進という課題解決の切り札として期待された大嶺炭田の無煙炭であったが、結果的には海軍の期待に十分応えられなかった。まず問題となったのが大嶺炭田の無煙炭の品質であった。海軍艦船用の練炭は、当時戦闘用の第1種練炭と通常時に使用する第2種練炭の二種類に分けられていた。品質的にはもちろん戦闘用の第1種練炭が高品質であったが、大嶺炭田の無煙炭は灰分が多く、第1種練炭の原料としては不適格とされた。そのため第2種練炭の原料として使用されるようになったのであるが、練炭製造前に灰分を減らすために洗炭を行ってもその効果が薄く、クリンカーができやすいという欠点があった。
大嶺炭田産の無煙炭は、品質の問題以外にも産出量も海軍の期待を下回った。海軍練炭製造所採炭部の石炭生産量は、1907年（明治40年）が66560トン、1908年（明治41年）は98441トン、1909年（明治42年）が95292トンと山口県一の炭鉱となり、大正時代も1918年（大正7年）まではおおむね5万トン台から6万トン台の生産量を挙げている。しかしこの量は当初、大嶺炭田からの年間石炭運搬量15万トン以上を考えていたことから見ても少なかった。結局、良質の無煙炭であるフランス領インドシナ産のホンゲイ炭を輸入することになったが、1908年（明治41年）には大韓帝国平壌産の無煙炭の使用が開始された。平壌炭は品質が良くしかも埋蔵量も豊富であったため、海軍用練炭製造の主力は平壌炭となっていった。
品質と生産量の問題に追い打ちをかけたのが海軍艦船燃料の重油への転換であった。世界的に石炭や練炭を艦艇燃料としていた時代から、急速に重油使用へと移り変わりつつあった。日本では1906年（明治39年）進水の生駒が初めて炭油混焼缶を採用した。重油専焼缶は1915年（大正4年）イギリスより購入した浦風が初であり、国産艦でもやはり1915年（大正4年）進水の樺が重油専焼缶を採用し、以後、新造の海軍主要艦船は重油専焼となり、練炭の使用は急速に減少していくことになった。
結局、1923年（大正12年）1月、海軍は大嶺海軍採炭支所（海軍練炭製造所採炭部）の廃止を決定し、同年3月22日には廃庁式が行われた。なお、3年以上勤続の従業員には日給80日分の退職金が支給されたという。大嶺海軍採炭支所の廃止後、鉱区、炭鉱設備一式はいったん大蔵省の管轄となったが、1923年（大正12年）6月に鈴木寛一に払い下げられた。大蔵省と鈴木寛一が所有していた時期、炭鉱は休山状態であったが、1924年（大正13年）1月には山陽無煙炭鉱株式会社が設立され、海軍直営炭鉱は民間の炭鉱として再スタートすることになった。

### 明治末期から大正時代にかけての中小炭鉱
大嶺炭田内の多くの炭鉱は長門無煙炭鉱と海軍省の海軍練炭製造所採炭部に集約されたが、集約されること無く独自の経営を続けた炭鉱もあった。それらの炭鉱は長門無煙炭鉱そして海軍練炭製造所採炭部よりも規模が小さな中小炭鉱であり、1907年（明治40年）には10あまりの炭鉱があって産出された石炭は合計で約5000トン、明治末期には約1万トンにまでなっていた。
ポンプによる排水設備が設けられた海軍練炭製造所採炭部とは異なり、排水手段が無く、また換気の問題もあって中小炭鉱では斜坑を設けることは難しく、ほとんどが水平坑のままであった。電気巻上機で坑内から石炭を搬出していた海軍練炭製造所採炭部に対し、1923年（大正12年）頃までは馬が巻き上げ作業をしていたという。当時の中小炭鉱では主として塊炭を採掘しており、やはり女性も坑内で働いていたと伝えられている。安全対策も海軍練炭製造所採炭部より遅れており、照明用にカーバイドを用いたアセチレンランプが使われていた。やがて中小炭鉱でも設備の電化が始まったが、最初は坑内に裸電線を引き込んでおり、坑夫の中には触れると感電してしまうことを知らない者も多かったという。
海軍練炭製造所採炭部産の石炭は海軍用練炭の原料となっていたが、中小炭鉱で産出された石炭はこれまでと同様、主に美祢周辺で盛んであった石灰焼成用として出荷された。ところで当時の石灰焼成業者の多くは零細業者で、資金繰りも楽ではなかったため、経営が苦しい時には夜陰に乗じて露天掘りの石炭を失敬したこともあったという。その後第一次世界大戦の好景気時には、料理屋や一般家庭用にも大嶺炭田の無煙炭の販路が拡大していった。

## 野口遵による炭鉱開発

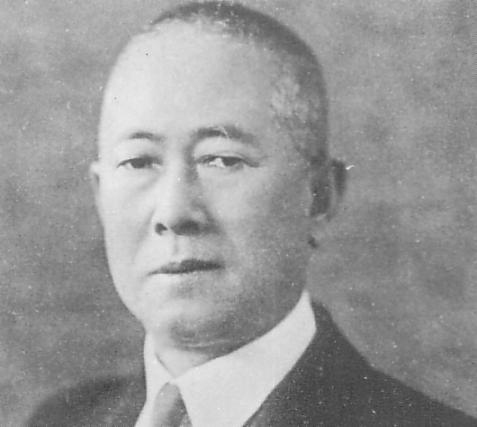
大嶺炭田に新たなビジネスチャンスを見い出した野口遵。

大正初期の大嶺炭田は海軍経営の炭鉱以外は中小炭鉱ばかりであったが、このような大嶺炭田に新たなビジネスチャンスを見い出した人物がいた。日本窒素肥料株式会社を設立するなど、電気、化学関連で事業を拡大しつつあった野口遵である。野口は1916年（大正5年）、大嶺無煙炭鉱株式会社を設立し、当時年に約5000トンの出炭量であった炭田北部の恵平炭鉱（旧一倉炭鉱）を買収し、大嶺鉱業所と改名して大嶺炭田での本格的な炭鉱経営に乗り出した。そして自家発電設備、そして大嶺駅までの約5キロメートルの馬車鉄道を建設するなど炭鉱関連設備の充実を図り、更には周辺鉱区を買収して経営規模の拡大を図った。
野口が大嶺炭田での炭鉱経営に乗り出した最初の狙いは、大嶺炭田で産出される無煙炭を原料としてカーバイドを生産することにあった。しかしカーバイド原料用の無煙炭は灰分が8パーセント以下でなければならなかったが、大嶺炭田の無煙炭は25パーセントから30パーセント程度の灰分があり、カーバイド原料としては不向きであった。そこで新たな販路獲得に努めなければならなくなったが、最初はなかなかうまくいかずに炭鉱存続が危ぶまれたこともあったという。まず塊炭については製茶用、製菓用の火炉を開発し、中塊炭は石灰焼成用の販路を広げることによって売れるようになったものの、小塊炭と粉炭は当初引き取り手が無いためにせっかく採掘しても貯炭をし続けるしか無く、経営の危機は続いた。

### 養蚕用練炭開発の成功

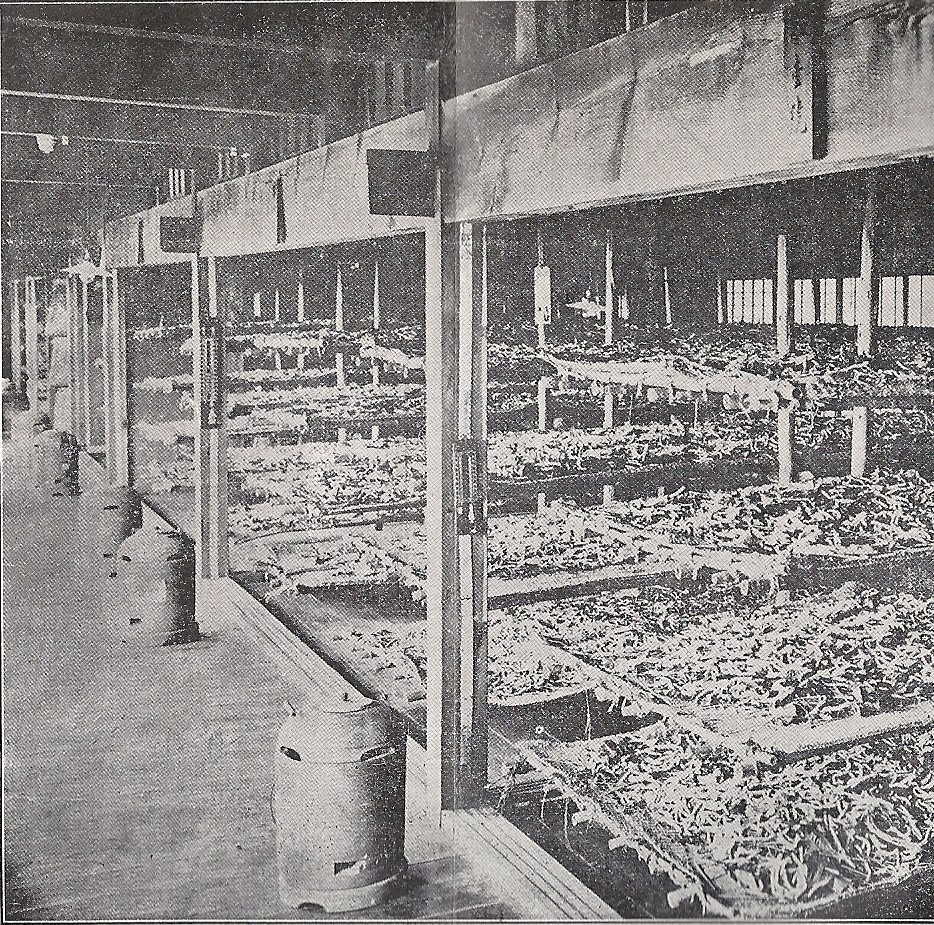
大嶺無煙炭鉱株式会社が作成した宣伝パンフ「安全第一 育蚕の保温と火力」に掲載された、練炭暖炉を使用中の養蚕光景。

この危機を救ったのが養蚕用の練炭という新たな需要の獲得であった。養蚕では、まずカイコの孵化までの期間、そして孵化後も適切な温度、湿度のもと管理する必要がある。そして適温、適湿の保持にはカイコの健全な発育を助けるという目的の他に、生産される生糸の品質管理という重要な目的があった。カイコが繭を作る時期に80パーセント以上という高い湿度であった場合、湿気の影響で繭の糸が絡みやすくなってしまう。すると生産される生糸の量が減少するのみならず、繭の屑が多くなる、生糸が切れやすくなって繰糸作業が困難となる、更には品質も低下するといった問題が生じる。そのためカイコが繭を作る時期には、保温よりも湿気の除去を行って湿度を管理することが重要な課題となる。
養蚕時には数万匹のカイコの餌として新鮮なクワの葉が与えられるため、蚕室は高湿度となりがちである。一方、繭を作る時期になるとカイコは糞、尿に加えて生糸を吐くので、カイコはより多くの水分を放出することになり、やはり湿度が高くなりがちになる。高湿度が生糸の品質に重大な影響を与えるわけであるから、繭を作る時期のカイコの場合、蚕室の湿気の除去と換気を目的として火力を用いるようになった。つまり当時の養蚕ではカイコの孵化を助け、生育に適した温度、湿度を保つとともに、生糸の品質保持のために火力を用いていたため、寒冷期のみならず一年中、火力を必要とした。
養蚕用の火力としては当初、木炭や薪が使用されていた。その後、練炭が注目されるようになったが、当初は練炭の原料炭が粗悪であったり、蚕室での練炭の使用法が確立されていなかったことなどからトラブルも発生していた。大嶺無煙炭鉱株式会社は養蚕に火力が不可欠で、多くの養蚕家が多量の木炭を使用していたことに着目し、養蚕用の練炭開発を開始した。灰分が多いために海軍用練炭、カーバイド原料としては期待に応えられなかった大嶺炭田の無煙炭であったが、養蚕用の練炭原料としては大きな強みがあった。養蚕用の練炭原料は他の用途よりも硫黄分が少なくなければならなかったが、大嶺炭田の無煙炭の硫黄分はホンゲイ炭と並んで他の無煙炭よりも少なかった。
大嶺無煙炭鉱株式会社は養蚕用として粉炭から八寸練炭を開発して試験使用したところ、成績良好の上に費用も木炭の約3分の1という結果が出た。そのため更に主要製糸工場、養蚕関連の機関に依頼して試験を重ねた結果もやはり良好であった。そこで大嶺無煙炭鉱株式会社は宣伝用のパンフレットを作成して全国の養蚕関係者に配布したり、各地で講演会を開催するなどPRに努めた結果、一気に需要が高まって、滞貨の粉炭は一掃されたのみならず一転して供給不足に陥るほどになった。
また、小塊炭についても小塊無煙炭用のストーブが開発され、小塊炭そしてストーブの販売でも利益が上がるようになった。大嶺炭田北部の大嶺無煙炭鉱株式会社は、粉炭が多い大嶺炭田内では珍しく塊炭を多く産出したという特徴があったが、企業努力によって塊炭、中塊炭、小塊炭、粉炭それぞれについての販路開拓に成功し、大嶺炭田での炭鉱経営の基礎を作り上げた。

## 山陽無煙炭鉱と大嶺無煙炭鉱

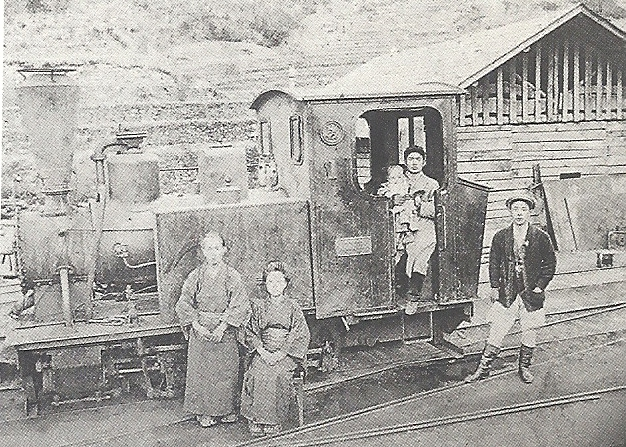
大嶺無煙炭鉱から大嶺駅まで石炭を運搬した6トンのミニ蒸気機関車。

大正末期から昭和初期の大嶺炭田は、大嶺海軍採炭支所（海軍練炭製造所採炭部）いわゆる海軍炭鉱の後身である山陽無煙炭鉱と、野口遵の大嶺無煙炭鉱の2社の鼎立状態となった。1924年（大正13年）1月に発足した山陽無煙炭鉱は深部の石炭採掘を中止し、露頭での露天掘りに加え、海軍時代に低質炭として捨ててきた石炭を再選別の上で市場に出荷するという経営戦略を取り、低コストを武器に市場拡大に成功する。山陽無煙炭鉱の無煙炭は大嶺炭田の特徴通り粉炭が多く、露天掘りの良質粉炭は特粉と名付け、家庭用練炭原料として出荷した。その他の露天掘り粉炭、そして海軍時代の低質炭を再選別した粉炭は並粉と名付け、主に養蚕用大型練炭の原料として販売した。
一方、産出される石炭の販路拡大に成功した大嶺無煙炭鉱は、1923年（大正12年）には年間1万トン以上の出炭をしていた横道炭鉱を買収し、翌1924年（大正13年）には選炭機能の改善のために水選機を設置し、坑口から大嶺駅までの約5キロメートルの馬車鉄道を6トンの蒸気機関車牽引による運炭にするなど、積極的な事業拡大に乗り出した。なお6トンの蒸気機関車は豆汽車と呼ばれ、狭い山間部を縫うように走行したため、しばしば山火事を起こしていたという。また線形も良くなかったため脱線も多く、炭車に脱線対応の係員を乗せて運行していたと伝えられている。
山陽無煙炭鉱と大嶺無煙炭鉱という2大勢力の鼎立は、必然的に両者の激しい競争を招くことになった。両社ともライバルの得意分野への食い込みを図った。大嶺無煙炭鉱は粉炭が主力の山陽無煙炭鉱対策として、小塊炭を洗浄した上で粉砕し、粉炭を生成した。この粉炭は灰分では目的通りの品質を達成できたものの粉炭の粒度が荒く、山陽無煙炭鉱の粉炭、特に特粉には対抗できなかった。そこで長尾炭鉱を買収し、産出された粉炭の中から長尾特粉を商品化して市場に送り出し、山陽無煙炭鉱の市場を脅かした。一方、山陽無煙炭鉱側は塊炭に強さを発揮する大嶺無煙炭鉱に対抗すべく、猪ノ木層の無煙炭が塊炭質であることに着目して、荒川坑を再開して大嶺炭田初の機械による採炭を開始し、山陽猪ノ木塊を商品化して大嶺無煙炭鉱の塊炭販路への進出を図った。また大嶺無煙炭鉱は山陽無煙炭鉱よりも優位に立とうと鉱区買収を積極的に行った。小田層の石炭が分布する大嶺炭田西部の4鉱区を買収し、山陽無煙炭鉱の鉱区を包囲していくことをもくろんだのである。そして大嶺無煙炭鉱は大正時代末期に小田層の石炭採掘を手掛けた。
ところで大正時代末期、第一次世界大戦終了後の不況の影響を受けて日本各地の炭鉱が経営に苦心していたのに対し、大嶺炭田の炭鉱は前述したように無煙炭の販路拡大に成功したため、経営は好調であった。山陽無煙炭鉱と大嶺無煙炭鉱の競合は価格面での値下げ競争も伴ったため、昭和に入ると利益率が低下してきたものの、それでも1929年（昭和4年）頃までは堅調な業績を維持していた。しかしこの頃から安価かつ高品質の移輸入無煙炭が市場で大量に取引されるようになり、大嶺炭田の無煙炭の売れ行きは悪化してきた。同じ頃、これまで好調を維持してきた山陽無煙炭鉱と大嶺無煙炭鉱両社の採炭状況に変化が見えてきた。まず露頭での露天掘りに加え、海軍時代に低質炭として捨ててきた石炭を再選別の上で市場に出荷するという経営戦略を取っていた山陽無煙炭鉱は、1930年（昭和5年）頃になると露頭部の良質な石炭と海軍時代に低質炭として捨ててきた石炭が枯渇してきたため、深部の採炭に乗り出さざるを得なくなっていた。一方、大嶺無煙炭鉱も塊炭の採掘状況に陰りが見え始めていた。無煙炭の売れ行き悪化に加えて採炭状況の変化という経営面での大きな不安材料を抱えるようになった山陽無煙炭鉱と大嶺無煙炭鉱は、このまま競合を続けていけば共倒れになりかねないとの危機感を抱くようになった。この事態に動いたのは大嶺無煙炭鉱の野口遵であった。昭和初期、野口は事業の中核を朝鮮半島に移していた。そういう中での大嶺無煙炭鉱の経営不安は、事業継続に対する意欲を失わせていった。そこで野口は1931年（昭和6年）6月、大嶺炭鉱を山陽無煙炭鉱株式会社に売却し、山陽無煙炭鉱と大嶺無煙炭鉱の競合時代は幕を閉じることになった。

### 山陽無煙炭鉱と大嶺無煙炭鉱時代の坑夫らの生活
山陽無煙炭鉱と大嶺無煙炭鉱の並立時代、炭鉱では飯場制度が設けられていた。うち、山陽無煙炭鉱の飯場制度は会社の方針で設けられていたもので、飯場の親方は社員であり、坑夫もやはり社員ではあるが、炭鉱での労働、福利厚生は飯場が担っていた。つまり飯場は会社の一種の下請けのようなものであることには変わりはないが、一応、雇用と労務の最終責任は会社が持った。これは会社と飯場、飯場で働く坑夫が基本的に無関係であった他の炭鉱と異なるところであった。実際には飯場で働く坑夫に対する福利厚生はかなりずさんなものではあったが、それでも他の炭鉱よりは近代的と言える組織で風通しも良かった。
飯場制度のメリットとしては、当時は坑夫のスカウトにとって都合がよかったことが挙げられる。大嶺炭田の炭鉱では、坑夫は主に比較的近い宇部炭田や筑豊炭田の炭鉱で集めていた。坑夫を集めるといっても実際には引き抜きであり、また当時の坑夫は荒くれ者が多く、鉱夫のスカウトは苦労が多かった。坑夫引き抜きの際のトラブルに対処し、更には荒くれ者の坑夫に対処しながら人集めを行うことは炭鉱の一般職員にとって困難であり、その結果として宇部や筑豊に人脈があり、場慣れした飯場の親方に頼ることになった。飯場ごとに人集めを行っていたので、同じ大嶺炭田内の飯場同士で坑夫集めを巡ってトラブルとなることも少なくなかった。飯場同士のトラブルも日常茶飯事で、たとえば当時、娯楽が少なかった大嶺炭田内で数少ない娯楽施設であった大嶺駅前の帝国劇場は某飯場との関わり合いが強く、他の飯場の坑夫たちが劇場に行くことに対して嫌がらせをしたという。
そして山陽無煙炭鉱と大嶺無煙炭鉱の並立時代は、それぞれの会社とつながりがあるやくざ組織が、会社同士の競合と歩調を合わせるかのように抗争を繰り返した。山陽無煙炭鉱と大嶺無煙炭鉱の合併話もやくざ組織の抗争が障害となったというが、警察が取り締まった機会を捉えて合併を決めたとも伝えられている。
山陽無煙炭鉱と大嶺無煙炭鉱の並立時代末期の1930年（昭和5年）の記録では、山陽無煙炭鉱と大嶺無煙炭鉱の合計で坑夫は男634名、女319名という記録が残っている。この頃までは婦女子も坑内で働いていたが、1933年（昭和8年）7月以降、婦女子の坑内労働は禁止された。炭鉱で働く労働者たちが住む炭住には、炭鉱の規模が大きくなってきた大正の頃から、近隣の農家が野菜、果物などを行商しに来るようになった。またやはり大正時代には、仙崎で取れた魚も売りに来たという。そして前述した大嶺駅前にあった帝国劇場で上演される芝居は、他にめぼしい娯楽が無い炭鉱労働者にとって息抜きの場所であり、少々遠い場所からも芝居を観にやって来た。酒を飲みながら芝居を見るうちにけんかとなって、流血の事態へと発展することもあった。
1926年（大正15年）9月には、大嶺無煙炭鉱で労働争議が発生した。新聞報道によれば争議は日本労働総同盟が関与したと見なされており、当初、大嶺無煙炭鉱の坑夫約350名のうち、約半数が参加したという。2割5分の賃上げ、9時間労働を8時間に短縮、そして炭鉱住宅の改築ないし修繕を行う等、8項目の要求を掲げた。争議は坑夫の約3分の2が参加するまで拡大したものの、会社側は1割の賃上げ、8時間半までの時短という回答を出し、それ以上の要求は認めず、ロックアウト、全坑夫の一斉解雇も辞さずとの強硬姿勢で臨んだという。結局争議は大きな混乱を見ることはなく、会社側が提示した条件を坑夫側が受け入れたことによって解決した。
なお山陽無煙炭鉱と大嶺無煙炭鉱の並立時代、両炭鉱に属さない中小炭鉱としては、大嶺炭田北部の萩嶺、美福無煙、荒川地区の榎山、有ノ木、長尾、荒川（三友）、南部の滝口、第三荒川などの炭鉱が稼働していた。

## 日産コンツェルン傘下から宇部興産傘下へ

### 日産コンツェルン傘下に入った山陽無煙炭鉱

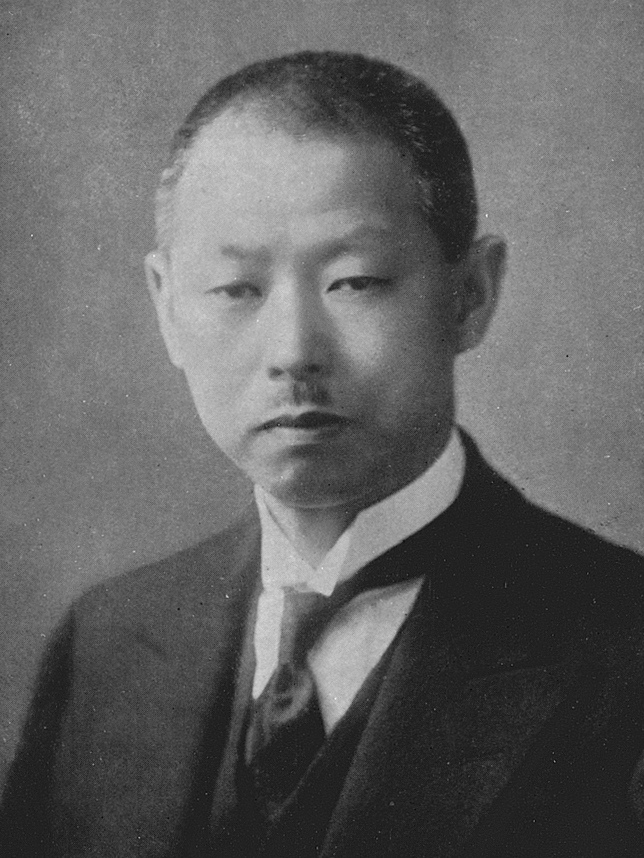
経営難に苦しんだ山陽無煙炭鉱は、鮎川義介率いる日産コンツェルン傘下に入った。

1931年（昭和6年）6月、山陽無煙炭鉱は大嶺無煙炭鉱を合併した。その結果として両炭鉱間の競争は無くなったものの、採掘条件の悪化と移輸入無煙炭の増加という炭鉱経営の悪材料はそのままであった。採掘が容易な部分の採炭から深部の石炭採掘へと転換していかねばならなくなったため、坑口の集約や機械採炭など経営の合理化に努めたものの、設備投資に充てる資金不足はいかんともし難かった。大嶺炭田内の各炭鉱の経営状況は1934年（昭和9年）から1935年（昭和10年）頃が最悪で、山陽無煙炭鉱では1934年（昭和9年）夏季からはボーナスの支給がストップし、給与も金銭ではなく会社の借用証書を渡されるといった事態がしばしば発生した。この苦境は1936年（昭和11年）4月に山陽無煙炭鉱が日産コンツェルン傘下に入るまで続いた。
山陽無煙炭鉱は厳しい経営難に立たされたものの、調査の結果、深部の石炭採掘を行っていけば将来性があることが分かった。そこで深部開発に取り組めるような売却先を探していくことになった。まずは三井系と三菱系が候補となり、会社内で論議の結果、まずは三菱系に打診してみることになった。打診を受けた三菱側は山陽無煙炭鉱に綿密な調査を行った結果、買収を断った。身売り先が見つからないまま会社の経営はますます苦しくなっていく。そのような中、日産コンツェルンの鮎川義介とつながりができた。結局、鮎川の日産コンツェルンが山陽無煙炭鉱を引き受けることになった。
日産コンツェルン傘下に入った山陽無煙炭鉱は、有ノ木、荒川、第二荒川の3炭鉱を買収した。長門無煙炭鉱から海軍省の炭鉱経営を経て、山陽無煙炭鉱となった後、野口遵が創業し規模を拡大した大嶺無煙炭鉱を合併し、更に3炭鉱を買収したことによって、山陽無煙炭鉱は大嶺炭田全体の4分の3を超える鉱区を占めるようになり、炭田内で圧倒的な経営規模となった。
日産コンツェルン傘下に入った頃から、大嶺炭田をめぐる情勢は好転してきた。まずは練炭市場で再び大嶺炭田の無煙炭が売れ出すようになった。昭和に入る頃から家庭用燃料として、木炭に替わって良質かつ安価な燃料である練炭の需要が増大し、主要都市では練炭工場が次々と建てられた。当時の練炭の原料は、主としてフランス領インドシナのホンゲイ炭と平壌無煙炭であったが、旺盛な練炭需要のおかげで大嶺炭田の無煙炭の販売も回復してきたのである。また戦時体制が強化される中で、石炭の増産が求められるようになった。その結果、売れ行き不振で溜まっていた貯炭も無くなっていき、また新たに炭鉱経営を開始する中小炭鉱も現れるようになった。

### 炭鉱経営の刷新

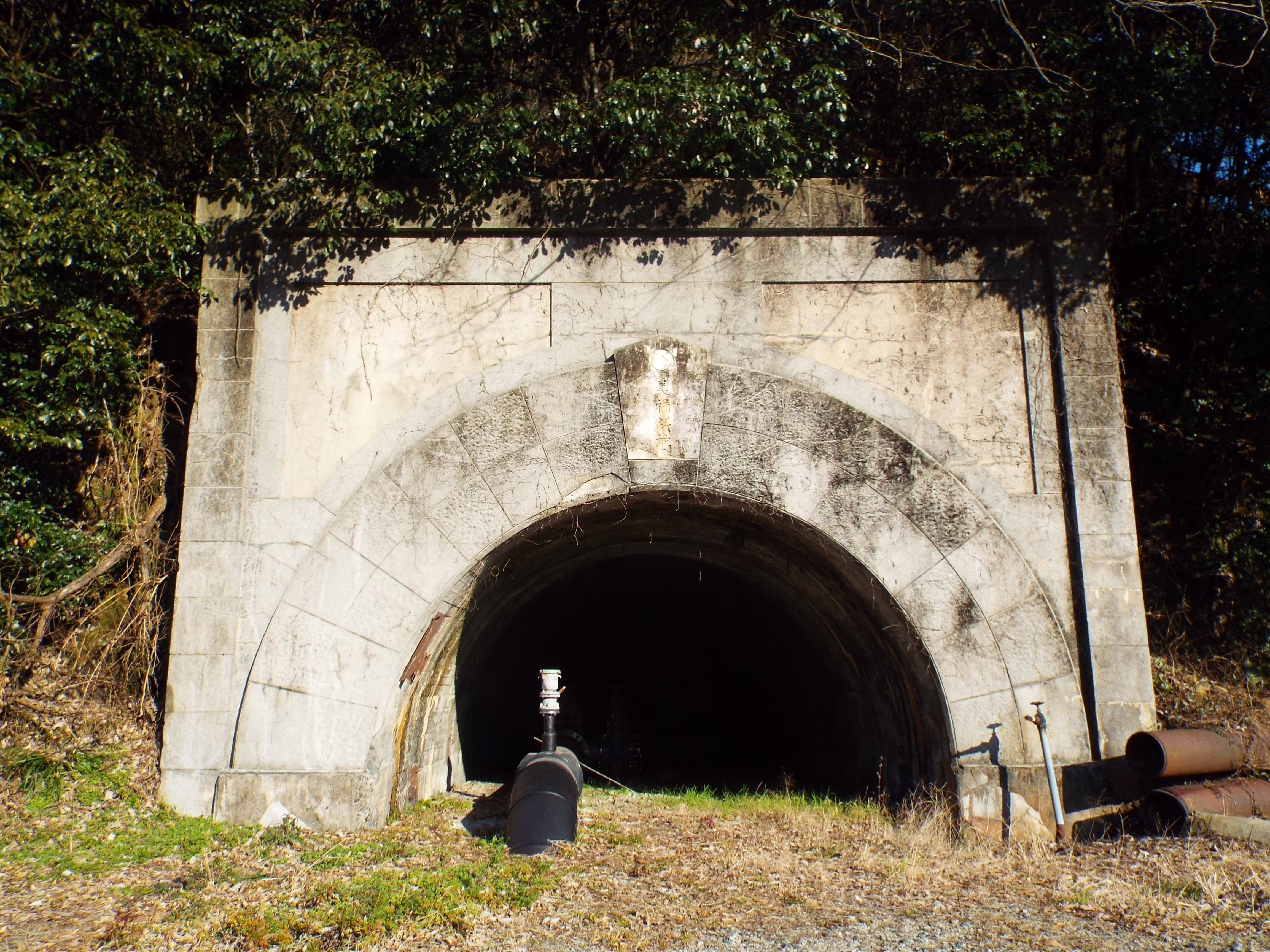
1940年（昭和15年）5月から掘削が開始された美祢斜坑の坑口。

前述のように山陽無煙炭鉱が日産コンツェルン傘下に入った頃から、どん底状態であった大嶺炭田を巡る環境が好転し始めた。そのような中で山陽無煙炭鉱は抜本的な経営体制の刷新を断行していく。生産面では深部採炭を行うための大規模な設備投資を行った。1937年（昭和12年）、戦時体制強化の中で石炭増産を要請された山陽無煙炭鉱は、深部開発によって年産100万トンの無煙炭を採掘する計画を立てた。そこで地中深く埋蔵されている石炭を採掘するために、採掘された石炭の搬出や鉱員の輸送、そして採掘に必要な物資の搬送用の、幹線となる斜坑を新たに設けることが決定した。この幹線斜坑の坑口をどこにするか、それは後述する炭鉱労働者たちの待遇改善策の一環として行われた、近代的な炭鉱住宅をどこに建設するかという問題とリンクして検討が進められた。

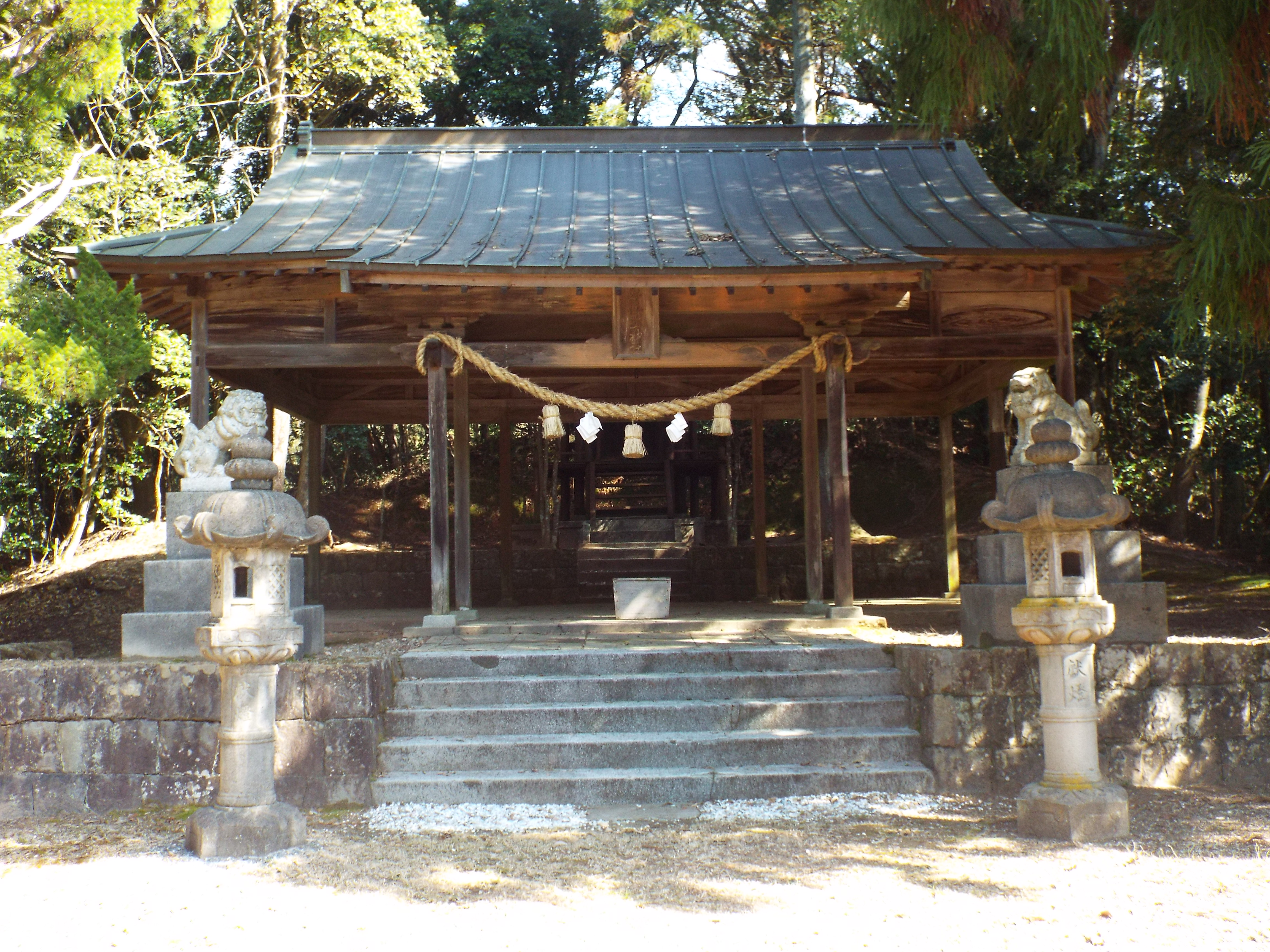
1939年（昭和14年）11月に愛媛県大三島の大山祇神社からご神体を勧請して建立された豊浦山神社。

結局、麦川に美祢斜坑、豊田前村三ツ木に豊浦斜坑の坑口を設け、両斜坑の最下部に当たる海抜マイナス85メートルの地点に、双方をつなぐ水平坑道である中央坑道を設ける計画が決定された。1939年（昭和14年）5月に豊浦斜坑。1940年（昭和15年）5月に美祢斜坑の掘削が開始され、両斜坑の完成後は中央坑道の掘削が急ピッチで進められた。工事は4交代制で1日中休みなく続けられ、固い地盤や湧水に悩まされたものの、1942年（昭和17年）4月9日、全長3648メートルの中央坑道が開通する。そして1942年（昭和17年）中に深部に埋蔵された石炭を採掘するために、中央坑道をベースとして第1斜坑、第2斜坑の掘削が開始された。

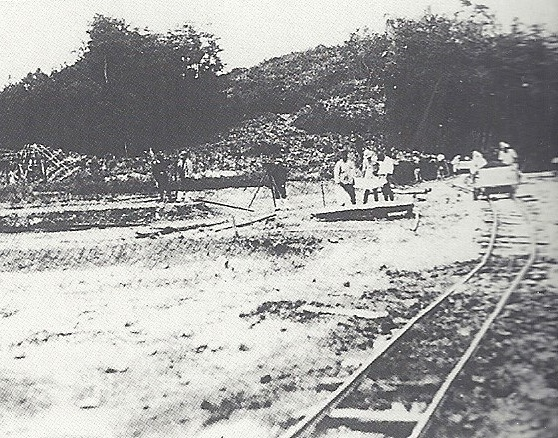
豊浦社宅建設予定地の造成工事、ブルドーザーなどの重機がまだ無い時代であり、人力で造成工事が行われた。

増産のための設備投資と並行して、山陽無煙炭鉱は就労環境の改善、近代化を推し進める。1938年（昭和13年）には飯場制度の解体を断行し、炭鉱労働者は名実ともに会社が直接雇用するようになった。飯場制度を廃止した以上、炭鉱労働者のスカウトは会社自身が行わねばならなくなる。前述のように山陽無煙炭鉱は年間100万トン計画に基づく深部採炭を行うための大規模な設備投資を開始しており、炭鉱労働者の大幅増員が必要であった。求人のやり方は、当時炭鉱太郎と呼ばれていた各地の炭鉱を渡り歩いているような人物は避け、農山村出身の堅実な人物を長期間雇用していく方針となった。つまり貧しくとも素朴かつ実直で健康な農山村出身者を積極的に採用していったのである。求人担当は九州一円から東は新潟県、山梨県付近、そして朝鮮半島まで足を延ばした。また各地で炭鉱生活をPRする16ミリ映画を上映したり、炭鉱見学に訪れた地方自治体の担当者や職業安定所の人たちを案内、接待するなどして人員集めに奔走した。
1939年（昭和14年）、中堅技能者養成を目的とした技能者養成所が開設された。技能者養成所は数学、英語、測量、電気などの学科講習と現場実習をカリキュラムとしており、養成期間は3年間で、17歳で正規職員として採用された。また実習生の中から選抜された者は、直方市にあった鉱山学校で就学することができた。しかし、戦時体制の強化の中、生徒の多くが軍隊を志願するようになり、実際に修了できた者は半数以下であったという。

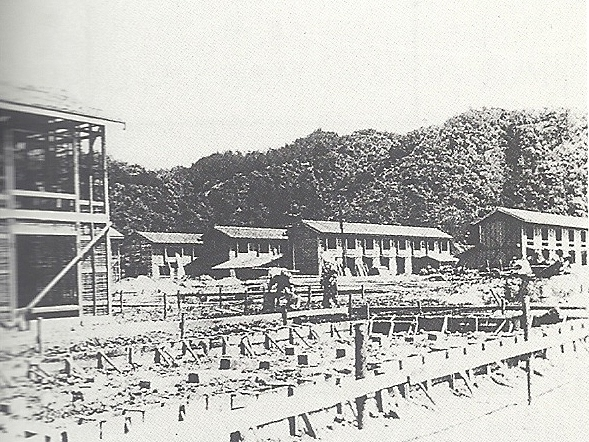
1939年（昭和14年）、建設中の白岩社宅。

そして炭鉱労働者たちの待遇改善の基本となったのが、これまでのものよりも設備が整った炭鉱住宅の新設であった。炭鉱住宅は美祢斜坑側は麦川の白岩地区、豊浦斜坑側は豊田前の麻生地区に建設されることになった。この炭鉱住宅は福岡県の日本炭鉱株式会社が経営していた日炭高松炭鉱の炭鉱住宅をモデルとして、1階6畳、2階6畳の2階建てとした。これは年100万トンの生産目標完遂のために夜勤がある3交代勤務を採用したため、夜勤者が昼間に睡眠を取りやすいように2階建てとしたのであった。当時、特に重要な要件でも無い限り、昼間に夜勤者の家を訪れない習慣となっていた。豊田前の炭鉱住宅は1937年（昭和12年）から造成工事が始められた。当時はまだブルドーザーなどの重機は無かったため、人力で広大な敷地の整地を行ったという。
完成した住宅には前述の各地の農山村からスカウトしてきた新人鉱員、そして職員たちが続々と入居していった。全国各地からやって来た新人鉱員は、最初はそれぞれのお国訛りで話していたため、炭鉱住宅では様々な方言が飛び交っていたという。炭鉱住宅の家賃、燃料用の石炭、薪、水道、浴場は全て無料とされ、電気代のみ支払いがあった。なお水道、トイレ、浴場は共同で、消毒などの衛生管理は会社が専従の職員を置いていたため、トイレ、排水溝などはいつも清潔であったという。こうして真新しい社宅に入居していった新人鉱員、職員たちの日常の挨拶は、「ご安全に」となった。これは危険を伴う炭鉱労働の安全対策の一環として始められた習慣で、朝の「おはようございます」、昼の「こんにちは」、夜の「こんばんは」ではなく、坑内でも坑外でも挨拶は「ご安全に」に統一された。
鉱員や家族たちの健康をサポートする病院の建設も行われた。これまでは麦川にあった診療所が医療を担っていたが、1939年（昭和14年）に美祢病院、1941年（昭和16年）には豊浦病院が開院し、充実した設備、スタッフのもとで鉱員、鉱員の家族のみならず一般住民の診療も受け入れ、地域医療の中核となった。
1939年（昭和14年）11月、愛媛県の大三島にある大山祇神社からご神体を勧請して、豊浦山神社が建立された。なお山陽無煙炭鉱では麦川の白岩地区にも山神社があった。多くの炭鉱では安全祈願のため、山神社の祭礼は重要な年中行事となっていたが、山陽無煙炭鉱でも重要な行事の一つとして位置づけられるようになった。祭礼ではまず神事の後、優良従業員、永年勤続者らの表彰などが行われ、それから神輿が社宅を練り歩いた。山陽無煙炭鉱の山神社では、大人用の本神輿とともに子ども用の神輿が作られた。子ども用のみこしはほぼ一本の通りごとに一つ、約20体作られ、山神社の祭礼時には各子ども神輿が競うように練り歩いたという。
市街地から離れた山間部に位置する大嶺炭田は、町にある娯楽を利用するのが困難という事情もあって、特に戦後になって山陽無煙炭鉱は地域での文化、娯楽の充実に熱心に取り組んでいく。山陽無煙炭鉱では早くも1943年（昭和18年）、白岩で男性のみの楽団である南風が結成された。山陽無煙炭鉱の鉱員による楽団、劇団は戦後、炭鉱内のみならず地域などで広く活躍していくことになる。
大規模な社宅の建設によって、社宅が建設された麦川や豊田前も発展し始めた。特に大規模な社宅の建築が進められた豊田前では、1939年（昭和14年）頃から社宅に住みだした炭鉱労働者相手の商店が立ち始めた。この頃はまだ昼間のみの営業で、通いで商売をしていた。1942年（昭和17年）頃になると大規模な社宅建設工事の工事関係者がやって来て、住民も増えてきたため、これまで通いで商売をしていた人たちも豊田前に定住するようになり、豊田前の商店街は活気を見せ始めた。しかし戦争の激化によって多くの炭鉱労働者が戦争に行ってしまったため、せっかく発展し始めた麦川や豊田前の町も停滞を余儀なくされる。麦川や豊田前が本格的に発展するのは戦後になってからである。
日産コンツェルン傘下に入ってからの山陽無煙炭鉱は、単に石炭を掘って経営者が利益を得るばかりではなく、勤務形態を考慮した炭鉱住宅の新築など炭鉱労働者の待遇改善を行うとともに、地域とのつながりを重視し、地域との共存共栄を目指す姿勢を打ち出していった。このような企業の姿勢は地域住民に受け入れられ、大嶺炭田の地域では日産の名が長く親しまれるようになった。

### 戦時体制の強化とともに困難になる炭鉱経営

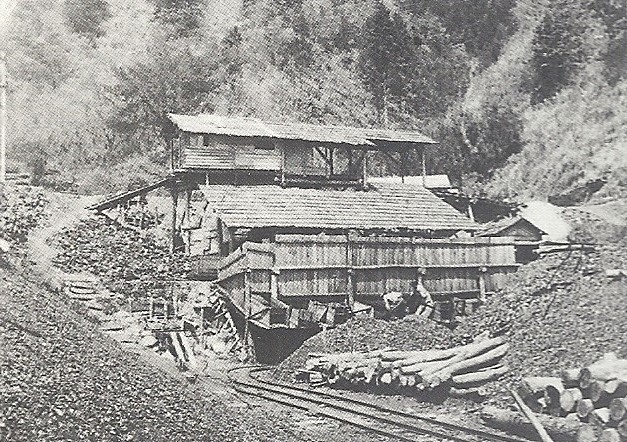
戦前の榎山炭鉱の選炭所。

1940年（昭和15年）、大嶺炭田は山陽無煙炭鉱を筆頭に16の炭鉱があった。同年度、山陽無煙炭鉱は約41万トン、炭田全体では約50万トンの産出量を記録し、戦前の最高を記録する。中でも荒川地区の榎山炭鉱は鉱区を拡張して着実な発展を見せていた。1920年（大正9年）、荒川地区の榎山炭鉱などからの石炭輸送用として馬車鉄道が建設されていた。この馬車鉄道は榎山炭鉱などの中小炭鉱や山陽無煙炭鉱の荒川坑から産出された石炭を大嶺駅まで運んでいたが、山陽無煙炭鉱が日産コンツェルン傘下に入った後、エンドレス運搬設備に変更された。そして1942年（昭和17年）には山陽無煙炭鉱から一部鉱区とともに榎山炭鉱に譲渡され、引き続き大嶺駅までの石炭運搬に使用された。
しかし1940年（昭和15年）を頂点として大嶺炭田での炭鉱経営は次第に困難となっていく。まず最初に問題となったのが労働力不足であった。戦時体制が強まっていく中で、炭鉱労働者の多くが出征するようになったため、1939年（昭和14年）頃から人手不足が大きな問題となった。そこでこの頃から山陽無煙炭鉱では、農閑期の出稼ぎや経営難に陥った工場から短期労働者を雇い入れるようになった。短期労働者は期限がある中でお金を稼ぐことが目的であったため、休みを取ることもなくまじめに働いたという。同じ頃、国は全国各地の僻地の農山村の町村長に対し、勤労報国隊として炭鉱で働く人材を出すように奨励した。短期労働者は勤労報国隊と呼ばれるようになり、山陽無煙炭鉱にも島根県、徳島県、新潟県、三重県など全国各地の農山村から勤労報国隊がやって来るようになった。短期労働者はまじめに働く人たちであったため会社側も歓迎し、正月には紅白の祝い餅や折詰を支給したり、勤労報国隊の故郷で映画の上映会を開催するなど厚遇した。やがて短期労働者の存在は山陽無煙炭鉱に定着していった。例えば新潟など北陸方面から来る短期労働者は、山口県の山間部で冬季に雪が多く、スキーができる場所があることに目をつけて、山陽無煙炭鉱のスキーを楽しむ会を結成したという。
また1939年（昭和14年）からは、山陽無煙炭鉱の人手不足解消策の一環として朝鮮人を雇い入れることにした。当時、炭鉱の人手不足は全国的な問題であったため、朝鮮総督府に炭鉱労働者の募集願いを提出すると、総督府より募集地域の割り当てがされる仕組みとなっていた。山陽無煙炭鉱は忠清南道が割り当てられ、道庁の協力を受けつつ鉱山労働者の募集を行った。1941年（昭和16年）には多くの炭鉱労働者が戦争に駆り出されて人手不足が深刻化し、朝鮮人労働者への依存度が高くなっていき、炭鉱労働者の3分の1が朝鮮人で占められるようになった。
戦争が苛烈さを加えていくようになると、ますます大勢の炭鉱労働者が兵隊に取られ、炭鉱の労働者不足は深刻さを増していった。1942年（昭和17年）11月、麦川の白岩社宅の一角にあった独身者用の白岩親和寮を改修して捕虜収容所とし、ビルマ戦線で捕虜となったオーストラリア兵を含むイギリス兵184名を収容し、短期間の訓練期間の後に山陽無煙炭鉱での採炭作業に従事させた。1943年（昭和18年）8月には、今度はフィリピン戦線で捕虜となったアメリカ兵288名が収容され、炭鉱労働に従事させた。
人員の問題とともにネックとなったのが、大嶺炭田で産出される石炭が無煙炭ということであった。無煙炭の生産量は有煙炭よりもはるかに少なく、炭鉱間の協調も見られなかった。しかも主な用途が家庭用の練炭、豆炭であり、工業用としての需要は少量であった。家庭用の需要が主であるということは、戦時体制が強化されていく中ではどうしても重要性が薄い資源であると判断されがちであった。これらの理由から無煙炭は戦時体制下での資材の入手、販売の統制などで有煙炭よりも不利益を被る場面が多かった。このような情勢を打破すべく、1940年（昭和15年）、山口県内の無煙炭鉱間の結束を固めることを目的として、山口無煙炭鉱協会が設立された。
そして戦争が激化していく中で、物資不足が顕著になると炭鉱への資材供給が滞るようになってきた。山陽無煙炭鉱の無煙炭の一部は1937年（昭和12年）以降、小野田の火力発電所の発電用に利用されていたため、そのことを根拠にしてようやく資材の提供を受けたという。しかし無煙炭の用途がほぼ家庭用の練炭に限られていたため、戦争遂行上の重要性が薄いと判断され、結局、重点産業から外されて資材供給が制限されてしまった。このような状況では生産量は著しく低下し、1945年（昭和20年）の大嶺炭田の出炭は約17万トンにまで落ち込んだ。
なお、戦争の終盤には中央坑道の一部を拡張して軍需工場を建設する計画が持ち上がった。この地下軍需工場建設計画は実際に中央坑道の拡張に取り掛かったものの、拡張工事中に終戦となって工場建設には至らなかった。また荒川坑は爆薬貯蔵庫として活用されることになり、爆薬が搬入された。

### 朝鮮人と連合軍捕虜の問題

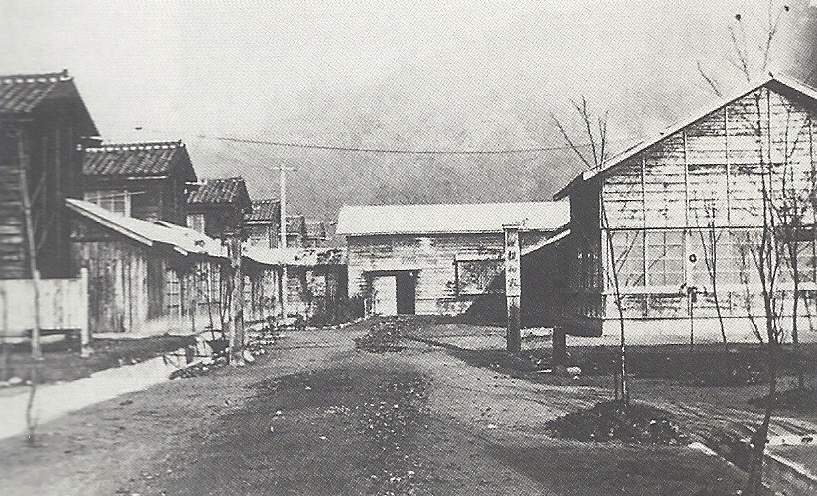
白岩社宅の一角にあった独身者用の親和寮。この寮を改装して大嶺捕虜収容所とした。

大嶺炭田では海軍練炭製造所採炭部時代の1908年（明治41年）、炭鉱経営を請け負っていた内田鼎が、土地の埋め立て工事に朝鮮人を雇用したとの記録が残っている。1939年（昭和14年）から朝鮮人の雇用を本格化させた山陽無煙炭鉱は専用の寮を建て、朝鮮人は寮に住みながら炭鉱労働に従事した。最初の頃は朝鮮人たちはよく働いたため、2年目からは家族の呼び寄せを認め、家族がある朝鮮人は社宅住まいとなった。炭鉱労働者の中で朝鮮人の占める割合が高くなってくると、たちの悪い人物も現れるようになった。そして内地にも慣れ、人数が増えたことによって朝鮮人団体の力が強くなった結果、日本人との間にいざこざが頻発した。寮や社宅、坑内の管理者は朝鮮人の対応に苦慮するようになった。
1943年（昭和18年）8月15日には桃ノ木朝鮮人事件という朝鮮人と日本人との衝突が発生した。事件の発端は食堂での日本人と朝鮮人との些細な喧嘩であった。しかし喧嘩の当事者である朝鮮人に5、6名の朝鮮人が加勢してきたため、当事者である日本人は出刃包丁で応戦したものの、どんどん増えてくる朝鮮人たちに集団リンチにかけられた。事件を聞いた会社側は説得に赴いたものの、朝鮮人の集団に袋叩きにされてしまった。やがて日本人側も人が集まってきて、ついに朝鮮人と日本人との間で棒、竹やり、石を投げあう本格的な衝突へと発展し、双方に負傷者が出る騒ぎになった。結局伊佐、西市の警察が鎮圧に乗り出し衝突は治まった。このようなトラブルは当時日本各地の鉱山、炭鉱で発生していた。事件を調査する検察庁は対応に苦慮し、山陽無煙炭鉱の責任者も3か月間未決囚として収監されたという。また事件後、山陽無煙炭鉱は朝鮮人の労務管理方針の改善に乗り出した。朝鮮人を採用する際には受け入れ予定の寮と坑内の責任者が朝鮮の現地まで出迎えに行き、寮に入った後1か月間を研修期間に充て、寮と坑内の責任者も寮に泊まり込んで研修を行うようにした。このような対策が功を奏したためか、桃ノ木朝鮮人事件以降、終戦まで朝鮮人と日本人との衝突事件は発生せず、終戦後の朝鮮半島帰還も大きなトラブルは発生せずにスムーズに行われた。
大嶺捕虜収容所は現役の陸軍士官が所長、副官は下士官が務めた。山口市の西部第4部隊から月替わりで2分隊が派遣され、収容所内の警備を担当した。収容所から仕事場である坑口までは、軍属として傷病等で退役した退役軍人が引率した。石炭の採炭目標は日本人、朝鮮人坑夫の約8割とされていて、坑内では熟練した日本人の坑夫が石炭の切り崩しなどを行い、捕虜たちは切り崩された石炭を掻き出して炭車に積み込む作業、あとは坑木の搬入など坑内の補助作業を行った。
捕虜たちの主食は約600グラムと兵隊や炭鉱労働者と同様の基準であった。捕虜収容所は食事は提供せず、食材を提供して捕虜たちが調理していた。当初は捕虜の炊事責任者が立てた献立表通りの食材が用意できたが、戦況の悪化につれて物資不足が深刻となり、思うように食材が集まらないようになった。しかしイギリス兵捕虜は特に不平を漏らすことはなく、礼儀正しく問題は起きなかったという。しかしアメリカ兵がやって来ると、中には質の悪い捕虜もいて、戦況の悪化につれて捕虜の扱い方が荒くなってきたこともあって、アメリカ兵捕虜との間ではトラブルが発生するようになった。この捕虜収容所内でのアメリカ兵捕虜のトラブルは、戦後、収容所関係者が戦犯に問われることにつながった。なお、大嶺捕虜収容所では病気などで31名の捕虜が亡くなったという。

### 宇部興産傘下へ
1942年（昭和17年）3月、戦時体制の強化を目的とした企業整備の一環として、沖ノ山炭鉱、宇部窒素、宇部セメント、宇部鉄工所の4社が統合して宇部興産が設立された。戦時体制の中、石炭の鉱区の統合も進められており、新生宇部興産には東見初、本山などといった宇部炭田内の炭鉱の合併話が進められていた。
宇部炭田内の炭鉱が宇部興産に合併される話が進められる中で、宇部興産の俵田明社長は東見初、本山といった炭鉱を合併するのならば、大嶺炭田最大の炭鉱である山陽無煙炭鉱もぜひ合併したいと当局に要請した。俵田の要請を受け、山口県出身で当時国務大臣を務めていた岸信介が奔走したと伝えられており、結局1944年（昭和19年）5月、山陽無煙炭鉱は日産コンツェルン傘下から宇部興産株式会社に統合されることになった。

## 戦後の混乱から復興へ
戦況が悪化する中で労働力不足と資材の供給が制限されたため、1945年（昭和20年）の山陽無煙炭鉱の生産量は約10万トン、大嶺炭田全体でも17万トンにまで落ち込んだ。終戦後、朝鮮人労働者の帰国、連合軍捕虜の引き揚げに加え、日本人炭鉱労働者たちの一部も炭鉱に見切りをつけて離職していった。そして炭鉱に残った労働者たちも、戦時中に荒れてしまった炭鉱を前に就労意欲が低下していた。1945年（昭和20年）後半、大嶺炭田はまさにどん底状態であった。
石炭生産の回復が戦後復興の鍵となることを認識した政府は、戦後間もなくから石炭増産政策を打ち出していく。しかし無煙炭の生産回復は思うように進まなかった。理由は無煙炭最大の需要先である練炭生産の落ち込みが続いていたことにあった。戦前期、昭和に入って練炭が急速に普及していく中で生産量も増大し、1940年（昭和15年）には戦前の最高値である186万トンを記録した。しかし翌1941年（昭和16年）からは戦時体制の強化の一環として練炭工場の整理、統合が進められ、戦況の悪化の中で原料である無煙炭がなかなか手に入らなくなり、しかも空襲で工場が破壊されるなどの影響を受け、1945年（昭和20年）には24万トンにまで落ち込んだ。戦後も大嶺炭田の無煙炭は主として練炭の原料用に消費され、産出量の9割近くが練炭工業向けに出荷されていた。戦後しばらくの間、練炭製造業は不振が続き、無煙炭は供給過剰の状態が続いた。
無煙炭の供給過剰状態に追い打ちをかけたのが、1949年（昭和24年）6月の無煙炭の統制除外であった。戦後の石炭増産政策は有煙炭がメインであり、無煙炭は不利な立場に立たされることが多かったが、統制除外も有煙炭に先立って断行された。統制除外によってこれまでの保護されていた環境からの自立を迫られることになった無煙炭業界は、無煙炭が売れ行き不振であったことも重なって、人員整理、賃下げなどの経営再建策の実施に迫られた。特に中小炭鉱は影響が大きく、大嶺炭田でも賃下げの他に大明炭鉱、美豊炭鉱、榎山炭鉱、滝口炭鉱、美福炭鉱、萩嶺炭鉱では人員整理が行われた。人員整理や賃下げは炭鉱労働者の生活を直撃するものであり、大明炭鉱や榎山炭鉱などでは労働争議が勃発した。
しかし1951年（昭和26年）にはホンゲイ炭の輸入が再開され、また国内産の無煙炭の品位向上もあって、良質かつ低価格の練炭が市場に流通するようになった。戦後、特に朝鮮戦争後は人々の生活水準が向上してきていた。そのような中で良質安価な練炭は家庭燃料として歓迎され、需要も拡大し、練炭生産は低迷期を脱して増大していく。その結果、無煙炭業界は1951年（昭和26年）以降、有煙炭が不況に陥った時も好調を維持し、大嶺炭田の無煙炭生産量も拡大していくことになった。

### 戦後の連合軍捕虜と戦犯問題
1945年（昭和20年）8月16日、終戦の翌日から連合軍の飛行機がやって来て、捕虜収容所に収容されていた捕虜たちのために、衣類や食料を詰めたドラム缶を投下し始めた。投下されたドラム缶の一つが白岩社宅の屋根を突き破り、死傷者が出る騒ぎも起きた。また戦後まもなくの物資不足の中であり、日本人も投下された物資に群がるようになったため、これまで捕虜のことを監視していた警備兵が、今度は日本人を監視するようになったという。終戦後、捕虜の身から自由な立場となったため、米英兵らは投下された軍服に着替えて麦川の街中あたりまで出歩くようになった。自由に外出するようになった後、特に問題を起こすことはなかったというが、周囲の人々は貴重品を山に埋めたり娘を隠したりするなど、大騒ぎとなった。
山口県の当局も元捕虜の米英兵に対する待遇に気を遣った。毎日牛一頭を供給したのである。米英兵たちは毎日牛一頭は消費しきれず、日本人の関係者にも牛肉が回って来たという。結局、9月20日に大嶺駅から臨時列車に乗って米英兵たちは帰国していった。帰国に先立って山陽無煙炭鉱側から、労務管理の不備や行き過ぎもあったと思うが、戦時中のことでもあるので水に流してくれと要請し、米英兵たちは要請を受け入れ、帰国を前に仲直りを果たした形となった。
ところが、1946年（昭和21年）夏頃から戦犯の告発が開始された。軍人であった捕虜収容所の歴代所長4名、副官、収容所から炭鉱までの送迎を担当していた軍属2名、そして坑内で捕虜たちを指揮監督していた山陽無煙炭鉱の職員8名が起訴された。取り調べの過程で死亡した31名の捕虜についての診断書の提出を厳しく要求されたが、終戦時、焼却処分にしたのではないかと答え、結局あきらめたという。判決は初代所長の由利敬と2代めの所長であった福原勲が、大嶺捕虜収容所から転任した大牟田の捕虜収容所での捕虜に対する処遇の責任を問われ、BC級戦犯裁判で絞首刑の判決を受け、巣鴨プリズンで処刑された。なお、由利は巣鴨で最初に処刑された人物であった。その他の戦犯容疑者も全て有罪とされ、それぞれ懲役8年から25年の刑を言い渡され、巣鴨プリズンに収監された。結局戦犯者は満期まで収監されることはなく、7年ほどで釈放された。

### 山陽無煙炭鉱の生産体制の充実
山陽無煙炭鉱では、明治の海軍炭鉱時代に建設された選炭工場を設備を増強しながら使い続けており、5階建ての選炭工場は山陽無煙炭鉱の名物の一つとなっていた。1947年（昭和22年）9月、新たな選炭工場が建設されたことによって海軍炭鉱時代からの選炭工場は廃止となり、やがて解体された。
1949年（昭和24年）4月、中堅鉱員を養成するため、戦前の技能者養成所を引き継ぐ形で補導生教育が開始された。中学校卒業後、山陽無煙炭鉱に入社した鉱員を補導生として、満18歳までの間に炭鉱で働いていくために必要な学科の教育、そして坑内作業の実習が行われた。
練炭需要の拡大に伴い、1953年（昭和28年）以降、山陽無煙炭鉱では深部開発のために設備の増強と、機械化による合理化を本格化させる。深部からの採炭を行うために新たな斜坑の開削、最新鋭の水選選炭機の導入、坑内で採掘された石炭を運搬する設備の増強と合理化、坑内の換気のために新たに扇風機を設けるなど、矢継ぎ早に設備を増強し、石炭の増産体制を整えていった。その結果、1950年（昭和25年）には約28万トンの生産量となって終戦前後の混乱期以前の水準まで回復し、1955年（昭和30年）度には年産44万トンと戦前の記録を塗り替えた。そして1956年（昭和31年）からは月産7万トン計画がスタートすることになる。

### 福利厚生と文化、スポーツの充実
大嶺炭田は幸いなことに戦災を受けることはなかったものの、終戦後、朝鮮人労働者たちの引き揚げ、連合軍捕虜の帰国、勤労報国隊の帰郷に加え、炭鉱の将来に見切りをつけた人たちの離職が相次ぎ、社宅は文字通り閑散としてしまった。そこで炭鉱の再建はまず人集めからと、山陽無煙炭鉱の労務担当者は全国を巡って求人に奔走した。1946年（昭和21年）に入ると、国の炭鉱振興政策に伴い、戦災を受けた人々や引揚者が大挙して求職するようになった。以後、他の産業の好況に対して炭鉱の斜陽化が明らかになり、若年層を中心とした離職者が増加するようになった1962年（昭和37年）頃までは、1953年（昭和28年）から1954年（昭和29年）頃にかけて山口県内に求人をかけたことがある以外は、求職者が多数で選考が大変な状況が続いた。
活気が戻って来た山陽無煙炭鉱では、白岩と豊浦の社宅の増設が急ピッチで進められた。特に豊浦社宅は約80万平方メートルの土地に約5600人が暮らすようになるまで発展した。そして1951年（昭和26年）以降の練炭需要の回復に伴い、産炭量が増加して給与も上昇していき、鉱員たちの生活にも余裕が生まれるようになった。
社宅の建設に伴って福利厚生施設も充実していった。まず戦前に設けられた豊浦病院、美祢病院は診療科の拡大と設備の充実が進められた。豊浦坑口近くには仕事を終えた鉱員が入浴できるように浴場が設けられ、また豊浦地区に3つ、白岩地区に1つ、鉱員と家族用の浴場が設けられていずれも無料で入浴できた。1950年（昭和25年）には1000人収容の豊浦会館と白岩集会場が建設され、映画、演劇、当時の一流歌手などを招いての歌謡ショーなどが催された。映画は山陽無煙炭鉱の従業員とその家族ばかりではなく、地域の人たちにも安い価格で提供され、かなり遠方からも観客を集めていたという。
スポーツ関連施設も豊浦グラウンド、白岩グラウンド、テニスコート、バレーコート、卓球場、武道館、プールなどが建設された。中でもプールは山口県下の他の地区に先駆けて建設され、住民たちによる共同清掃作業が行われていた。社宅に住む人々に生活必需品を販売する配給所は豊浦に2店舗、白岩に1店舗設けられ、その他、保育園、独身寮なども整備された。
海から離れた場所にある山陽無煙炭鉱では、戦後、夏に海へ家族連れで行くイベントが恒例となった。戦後まもなくの時期はトラックを仕立てて海への一日旅行を行ったという。後にはバスを30台から50台に分乗して海へ向かうようになった。この海への一日旅行は特に子どもたちにとっては大きな楽しみであった。また榎山炭鉱では社員と家族で春は花見と温泉、夏は海水浴に行くことが恒例であった。
5月の運動会、9月の素人演芸大会も大きなイベントであった。素人演芸大会は1928年（昭和3年）頃に始まったとされ、戦前は正月とお盆に行われ、多くの参加者を集めて盛況であったが、戦時体制が強化される中、1941年（昭和16年）頃に中断する。戦後まもなく素人演芸大会は復活し、組合が主催して出演者は約100名、見物客は800から1000人に達したと伝えられている。炭鉱労働者たちは全国各地から山陽無煙炭鉱にやってきていたため、それぞれの郷土の出し物が演じられたり、出演者それぞれの芸が披露されたりして一日中賑わった。また運動会では様々な種目の他に町内対抗の仮装大会、そして華やかかつ嗜好を凝らした応援合戦が名物であったという。
生活に余裕が生まれてくるにつれて、文化活動やスポーツが活発になっていく。前述のように山陽無煙炭鉱では1943年（昭和18年）、白岩で男性のみの楽団である南風が結成されていた。戦後、南風は個人持ちであった弦楽器はに加えて会社から管楽器の援助を受け、楽団らしい体制が整えられた。南風は社内のみならず周辺の中小炭鉱でのイベントでも活躍し、1955年（昭和30年）頃まで活動したという。また1948年（昭和23年）春には、男女のメンバーからなる山陽楽団という楽劇団が結成された。山陽楽団はかつて海軍の軍楽隊に所属していた人物もメンバーに加入しており、かなり本格的な演奏ができた。山陽無煙炭鉱としては当時、食糧難が続いていたため、周辺の農村に山陽楽団を派遣して演奏活動を行い、食料融通に役立てようとのもくろみがあった。山陽楽団は1952年（昭和27年）頃まで、近隣の農村で春と秋に流行歌や寸劇をプログラムとした演奏活動を行った。娯楽がまだ少なかった時代、演奏活動は歓迎され、常に多数の観客を集めたという。
戦後、山陽無煙炭鉱では音楽関連の他に俳句同好会などが活動を始めた。またスポーツ活動では戦後まもなく陸上競技部が結成され、その後水泳部、軟式庭球部、軟式野球部、ラグビー部などが創設され、対外試合などで活躍するようになった。山間部の美祢ではもともと釣りが盛んであり、戦後の山陽無煙炭鉱でも釣りの同好会が釣り大会の開催やバスを仕立てて海釣りを行うなど盛んに活動した。前述のように北陸方面からの季節労働者たちが、山が深くて雪が多い環境を生かしてスキーを楽しむ会を結成した。そして社宅で暮らす子どもたちの健全育成を目的として、1949年（昭和24年）6月にボーイスカウトが結成されたが、一時期活動が中断してしまった。しかし社宅の青少年たちの不良化防止が大きな課題となってきたため、1954年（昭和29年）11月に再発足した。
また山陽無煙炭鉱では主婦たちによる主婦会、子供会の活動もまた活発であった。主婦会では社宅の子どもたちの非行防止運動、良質な品物を安い価格で購入する生活を守る運動、そしてバレーボールを中心としたスポーツを通じて健康増進、会員同士の親睦を図るなどの活動を行い、大きな成果を上げた。子供会は山陽無煙炭鉱関連で約60結成され、山口県下有数の規模となり、こどもの日やクリスマスなどにはイベントを開催した。
山陽無煙炭鉱は、同じ山口県内の宇部炭田の炭鉱よりもスポーツや文化活動などが活発であった。これはまず会社が健全な文化、スポーツ活動を支援、奨励した点が挙げられる。良質な労働力確保のため、福利厚生施設の充実とともに各種慰安事業、そして文化サークルやスポーツ活動に支援を行ったのである。特に盛んなスポーツ活動はスポーツを趣味とする若い労働者が山陽無煙炭鉱に就職するきっかけにもなり、会社の事業発展にプラスとなった。また市街地に隣接していた宇部炭田の炭鉱では、近隣で各種の娯楽が充足できたのに対し、山深く、しかも大勢の従業員や家族を抱えることになった山陽無煙炭鉱では、スポーツや文化活動の充実が大きな役割を果たすことになった。そして前述のように映画上映を地域開放したり、山陽楽団が近隣の農村で演奏活動を行って好評を博するなど、山陽無煙炭鉱自体が地域の文化センターのような役割を果たしていた。

### 労働組合の成立
戦後、大嶺炭田の各炭鉱では次々と労働組合が結成されていった。山陽無煙炭鉱ではまず1946年（昭和21年）1月19日に会社の職員による山陽無煙現場組合が結成された。2月11日には職員、鉱員合同の山陽無煙労働組合となるものの、4月には職員組合は分離して山陽無煙職員労働組合となった。その後山陽無煙炭鉱では職員と鉱員の組合は最後まで並立した。
前述のように、戦後まもなくの無煙炭不振時期、賃下げの他に大明炭鉱、美豊炭鉱、榎山炭鉱、滝口炭鉱、美福炭鉱、萩嶺炭鉱の諸炭鉱では人員整理が行われた。経営側の賃下げ、人員整理に対抗して大明炭鉱、榎山炭鉱では労働争議が起きた。そして賃金問題をめぐっては1948年（昭和23年）からしばしばストライキが行われた。
1952年（昭和27年）10月から12月にかけて、日本炭鉱労働組合の63日間のストに山陽無煙炭鉱の職員、鉱員の組合は揃って参加した。スト期間中は収入の道が断たれるため、山陽無煙炭鉱の楽劇団のメンバーたちは山口県内を巡業して生活費を稼ごうと考えた。彼らはニューホープと名付けた新楽劇団を結成し、山口県内の各地を回り、歌、踊り、劇、漫談を上演した。しかし出費がかさんだため結局赤字となって、スト期間の収入を得るというもくろみは失敗に終わった。
山陽無煙炭鉱の鉱員組合は、1956年（昭和31年）3月に日本炭鉱労働組合の大手13社の統一闘争に参加してストを行った。これに対して会社側はバリケードを築き、ロックアウトを行うという強硬手段に出た。会社側との対決が激化する中で、かねてから日本炭鉱労働組合の体制に対してくすぶっていた不満が爆発し、ストを解除して日本炭鉱労働組合から脱退する。そして1957年（昭和32年）4月、山陽無煙労働組合は全国石炭鉱業労働組合に加盟する。

### 中小炭鉱の盛衰

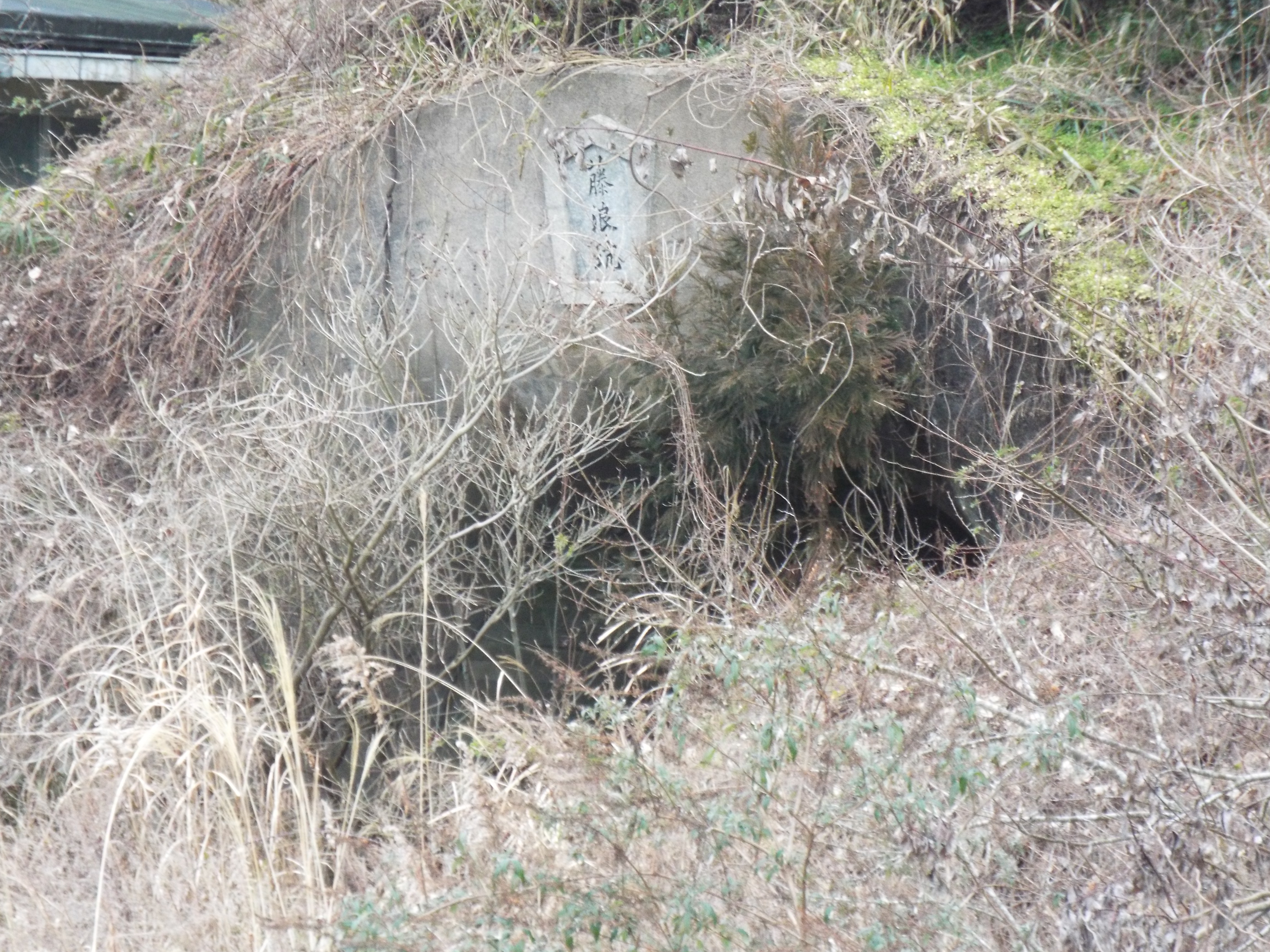
藤河内層の石炭を採掘するために開坑した榎山炭鉱藤浪坑坑口。

1942年（昭和17年）に山陽無煙炭鉱から一部鉱区とエンドレス運搬設備の譲渡を受けた榎山炭鉱は、戦後一時期不調であったが、藤河内層の石炭を採掘するために1949年（昭和24年）3月に開坑した藤浪坑が好調で、また1951年（昭和26年）以降の練炭需要の回復によって好調な炭鉱経営を行うようになった。また榎山炭鉱の代表者である潮村浪雄は大嶺炭田の中小炭鉱のリーダー格として活躍し、山口無煙炭協会の発足に携わった。山口無煙炭協会は国鉄に無煙炭の運賃の引き下げを働きかけ、また無煙炭の輸入制限を陳情し、ともに運賃引き下げ、輸入制限を勝ち取った。また1947年（昭和22年）には、かつて山陽無煙炭鉱とライバル関係にあった大嶺無煙炭鉱があり、1932年（昭和7年）以降、操業されていなかった山陽無煙炭鉱の鉱区に租鉱権が設定され、大明無煙炭鉱組合が大明炭鉱を開坑し採掘を再開した。
その他、大嶺炭田の南部では滝口炭鉱、美豊炭鉱、西部では長門無煙炭鉱、北部では萩嶺炭鉱、美祢線の於福駅近くでは神田炭鉱、美福炭鉱などが採炭を行っていた。神田炭鉱は吉武恵市が代表者を務め、福利厚生や給与面で他の炭鉱よりも充実していると評価されていた。その他にも大嶺炭田の各所で多くの炭鉱が操業を開始したものの、長続きはしなかった。

### 美祢市の誕生
戦後、炭鉱の活気が戻り、炭鉱労働者とその家族のが住む白岩と豊浦の社宅が増築されていく中で、戦後まもなくは閑散としていた麦川と豊田前の町は発展していく。麦川の町は、戦後まもなくは川の流れも澄んでいて夏にはホタルが見られたというが、あっという間に川の水は真っ黒になってホタルも魚もいなくなり、川底に粉炭が厚く積もるようになったため、町の人たちは粉炭をすくって燃料にするようになった。商店街は賑わい、給料日には麦川の旅館の宴会場は貸し切り状態となり、社宅からの家族連れがよくフグを食べにやって来たという。また商店街で売られている品物は飛ぶように売れた。
山陽無煙炭鉱の福利厚生施設である豊浦会館、白岩集会場が完成すると、多くの芸能人が公演を行うために麦川の旅館に宿泊するようになった。また選挙の際には立候補者や支援者がやはり麦川の旅館に宿泊して、選挙活動のために社宅を回った。
豊田前は戦後、商店が次々と店を開いたため、表通りばかりではなく裏路地まで店が並ぶようになった。映画館がオープンしてレイトショーを行ったり、ダンスホールなどが出来たため、商店街は深夜まで賑わっていた。もちろん小料理屋や居酒屋もあって連日のように朝まで賑わっていた。また社宅に住む主婦や商店で働く女性たちを相手とする美容室も繁盛していたという。給料日の活気はまさにお祭り騒ぎで、大勢の人たちでごった返している上に、出店もやって来て戸板の上に商品を並べ、威勢の良い呼び込みで客に声をかけていた。
戦後、炭鉱で働くようになった人たちの中には、戦前、外地で働いていたが文字通り身一つで引き揚げざるを得なかった人たちも多かった。彼らはいざというときに役立つからという理由で子どもたちの教育に熱心であった。そのため豊田前には学習塾が出来て、また学校のPTA活動も盛んになった。
もともと農村集落が点在する中に山陽無煙炭鉱の大規模社宅が立ち並ぶようになると、大嶺炭田内の町村間に合併の機運が高まっていく。特に山陽無煙炭鉱や他の炭鉱ののお膝元である大嶺町は、豊富な鉱産税収入で山口県下ではその発展が注目されていて、隣の伊佐町の熱心なバックアップを受けて大嶺町主導による合併に向けての地元世論が形成されていった。まず美祢郡内の大嶺町、伊佐町、於福村、東厚保村、西厚保村の5つの町村の合併についての話し合いが先行したが、やがて豊浦社宅を抱える豊浦郡豊田前町も合併に加わる機運が高まった。結局1954年（昭和29年）3月31日、大嶺町、豊田前町、伊佐町、於福村、東厚保村、西厚保村の3町3村が合併して美祢市が誕生した。

## 月産7万トン計画と山陽無煙炭鉱の全盛期

### 深部開発による月産7万トン計画
山陽無煙炭鉱では1955年（昭和30年）度に、石炭の産出量が戦前の最高記録を突破した。当時、練炭はこれまで多く用いられてきた薪や炭などより安価な一般家庭用の燃料として人気が高く、年に10パーセントから15パーセント、生産量が伸びていた。この傾向はしばらく続くものと考えられており、主として練炭の原料として出荷されていた山陽無煙炭鉱の無煙炭の更なる増産計画が立てられることになった。
また、山陽無煙炭鉱での採炭はより深部の石炭を採掘していかねばならない状況となっていた。旺盛な練炭需要に対応するために増産していくのならば、より深部の開発は不可欠であった。その上1955年（昭和30年）には石炭鉱業合理化法が施行されており、炭価の引き下げが要請されるようになっていた。そこで1956年（昭和31年）から、深部開発計画の立案が進められ、1957年（昭和32年）1月には山陽無煙炭鉱の所長から深部開発計画が公式に発表された。この計画では炭鉱の設備増強と合理化によって1959年（昭和34年）下期を目標に月産7万トンを達成し、また生産性も高めていくとしていた。
組合からの同意も取り付け、1957年（昭和32年）にスタートした7万トン計画では、深部から石炭を採掘するために第6、第7、第9の3本の斜坑を新たに設ける計画であった。しかし第7斜坑は炭層が変動帯に遮られ、第9斜坑は石炭の品位が低かったため、開発を中止せざるを得なかった。そこで第6斜坑とともに、これまで石炭を産出していた桃ノ木坑の増産などでカバーすることになった。
深部から石炭を効率よく採掘していくためには、各種の機械化とともに合理化が不可欠であった。深部開発による7万トン計画では
- 採炭の機械化を進めるために、ドイツからホーベルを導入してホーベル採炭を行う。
- 採掘した石炭を坑内から運搬するためにイギリスからケーブルベルトコンベアを導入し、運炭の幹線運搬設備とする。
- 深部の採炭現場までの人員輸送のスピードアップのため、人車設備を延長、増強する。
- 石炭産出の増大に伴う資材運搬等の設備強化

が、主な機械化、合理化工事であった。結局、1959年（昭和34年）12月末のケーブルベルトコンベアの完成によって、総費用16億円、延べ人員17万人を投じた深部開発工事は完成した。
また、石炭の産出量増大に伴って選炭設備の増強が進められた。更には産出された石炭を貨車に積み込むための引込線の増設、鉄筋コンクリート造の1000トン積み込みポケットの建設といった設備の増強も行われた。このような中で、海軍炭鉱時代から大嶺炭田のシンボルとして親しまれてきた桃ノ木から麦川への索道は1961年（昭和36年）9月に廃止となった。

### 山陽無煙炭鉱の全盛期
深部開発による月産7万トン計画の進行中、1955年（昭和30年）度の年産約44万トンから深部開発工事が完成した1959年（昭和34年）度には66万トンあまりと、
産出量は順調に伸びていった。その後も出炭量は拡大を続け、1961年（昭和36年）3月には月産7万トンに到達し、1964年（昭和39年）12月、8万トンの大台に達した。そして1965年（昭和40年）12月、8万3000トンの頂点に達する。1965年（昭和40年）度、年産も86万トンあまりと最高を記録した。当時出炭量は毎月コンスタントに7万トンを超え、また生産性も向上し、山陽無煙炭鉱は全盛期を迎えた。
昭和30年代、全盛期を迎えた山陽無煙炭鉱では、戦前期に引き続き社宅は家賃、修繕費無料、水道、浴場も無料、燃料である薪と石炭はもちろん無料で供給された。電気代は有料であるものの低く抑えられ、畳代には補助が出され、散髪も市価の約7割と手厚い福利厚生がなされていた。当時、山陽無煙炭鉱への入社希望者は多かったものの、合理化によって基本的に人員増を行わない方針であったため、1961年（昭和36年）頃までは募集はあまり行わなれず、条件が極めて良い人物でなければ採用されることはなかった。
豊浦社宅に隣接する商店街は、昭和30年代には82軒の店舗が軒を連ね、全盛期を迎えていた。1957年（昭和32年）頃からはテレビが出回り始め、最初は電器屋に陳列されていたテレビに大勢の人々が群がっていた。しかし高価な商品であり庶民にとってなかなか手が出なかったテレビが、あっという間に社宅全体に広まっていった。電器屋は仕入れた先からテレビが売れていき、うれしい悲鳴をあげていた。当時、テレビ普及率が日本一であると豊浦社宅が報道されたと伝えられている。
山陽無煙炭鉱の全盛期は、文化、スポーツ活動の全盛期でもあった。映画や楽劇団の活動はテレビの普及により衰退していくが、文化系では俳句同好会である「青ぐみ句会」、短歌同好会、川柳同好会、謡曲同好会、盆栽同好会、そして女子コーラス同好会などが活躍をしていた。また囲碁や将棋を楽しむ人々も多かった。俳句同好会の青ぐみ句会は、炭鉱が3交代制の勤務体系を取っており、しかも職場が坑内と坑外と大別される上に地域的にも分かれていたため、句会を開催したところでどうしてもメンバーの3分の1は出席できないため、定例の句会は開催せず、句会報中心の活動にするといった運営上の工夫をして、最盛期には40名を超える会員を集め、ヤマの俳句会として各新聞でも紹介された。なお句会は大明炭鉱にもあって、一時期注目されたこともあった。
スポーツ活動も昭和30年代、全盛期を迎えていた。水泳部、陸上部は部員が国民体育大会を始めとする各種大会で好成績を収め、また軟式テニス部、卓球部、ラグビー部も各大会で活躍した。軟式野球部は昭和20年代後半から30年代にかけては近隣で最強と言われ、やはり各大会で活躍を見せた。そして水泳、軟式テニス、ラグビーなどでは、山陽無煙炭鉱の部員たちが地元の中、高校生に対しても熱心に指導を行った。そして美祢市体育協会の発足について、山陽無煙炭鉱の軟式テニス部の指導者が尽力するなど、全盛期の山陽無煙炭鉱のスポーツ活動は地域のスポーツ振興にも大いに貢献した。
1954年（昭和29年）に復活したボーイスカウト活動は昭和30年代に入っても活発であった。1957年（昭和32年）には社宅に住む主婦たちが主導してガールスカウトが発足する。そして年少者から一貫したスカウト教育を行う必要性が認識されてきたため、子供会とタイアップする形で1965年（昭和40年）にカブスカウトが発足した。そして1957年（昭和32年）、修養団山陽支部が結成され、明るい社会建設をモットーに、各種の講習会、研修会、奉仕活動といった修養団活動を行った。
1957年（昭和32年）から1961年（昭和36年）にかけて、日本各地の炭鉱から炭鉱技術の習得と日独親善を目的として、西ドイツのルール地方のルール炭田に若手鉱員を派遣することになった。山陽無煙炭鉱でも計4名の鉱員が派遣され、派遣鉱員のうち1名が事故で殉職する不幸に見舞われたが、残りの3名は西ドイツで炭鉱技術を習得し帰国した。

### 衰退の影
山陽無煙炭鉱が深部開発による月産7万トン体制の確立に成功したため、山口県産の無煙炭の全国シェアは1955年（昭和30年）度は約53パーセントであったものが、1965年（昭和40年）度には7割を超えるようになった。しかし最盛期を迎えた山陽無煙炭鉱に対して、昭和30年代に入ると大嶺炭田の中小炭鉱の多くは大手炭鉱のように機械化による合理化を行うことが出来ず、また採炭場所が深部になっていく不利な条件を克服できなくなり萩嶺炭鉱、神田炭鉱、美豊炭鉱などが閉山に追い込まれ、1960年（昭和35年）度末には5炭鉱に減少した。
昭和30年代後半になると山陽無煙炭鉱にも衰退の影が忍び寄ってきた。当初、月産7万トン計画立案時は深部開発は第6、第7、第9の3つの斜坑を軸とする予定であった。しかし第7、第9斜坑は開発が中止されたため、第6斜坑が増産を一手に担う形となってしまった。その結果、第6斜坑地区の深部開発は急速に進行し、しかも南部は褶曲帯の影響で採炭が困難であることが判明した。増産計画の根幹をなす深部からの採炭が期待できなくなるという予想外の事態に直面し、1962年（昭和37年）以降、様々な対応を余儀なくされた。
まず行ったのが鉱区の南北方面の開発であった。第6斜坑からの出炭に陰りが見え始めた1962年（昭和37年）に南部鉱区、そして1964年（昭和39年）には北部鉱区の開発を本格化させた。さらに露頭部分の石炭採掘を行うため、1964年（昭和39年）7月からは草井川で露天掘りを開始した。
続いてこれまで炭層が硬い上にボタ（捨石）が多いため、経済的に引き合わないと判断され手つかずであった猪ノ木層の石炭採掘に取り組むことになった。猪ノ木層の採炭方法として採用されたのは水力採炭であった。この採炭法は一種の水鉄砲を用い、ノズルから高圧の水を炭層に噴射することによって採炭を行うもので、猪ノ木層の上下の地層が硬く、炭層の傾斜も問題なく、また水も十分に供給できることが採用の理由であった。水力採炭は1961年（昭和36年）、山陽無煙炭鉱の幹部がソ連に炭鉱技術の視察に行った後に導入が検討されるようになり、先行導入されていた北海道内の炭鉱の視察、そして山陽無煙炭鉱内で試験を繰り返した後、1965年（昭和40年）10月から操業を開始した。
また採掘される石炭の質にも変化が見え始めていた。大嶺炭田で採掘される無煙炭は粒度が細かくなるほど品位が高くなるという特徴があり、この特徴を利用して無煙炭の選別にはふるいが用いられてきた。戦後まもなくは1キログラム当たり5500キロカロリーの特粉を、15ミリメートルのふるいで選別していたが、産出量の増大に伴って品位の変動が激しくなり、それに伴ってふるいの目は徐々に細かくなっていった。1964年（昭和39年）に電熱ふるいを採用して4ミリまで細かくしたものの、4ミリメートルのふるいでも品質の保持が難しくなった。ある程度水分を含む石炭粉をこれ以上細かいふるいで選別するのは困難であり、結局、粉炭を風力によって選別する空気選別が研究され、1961年（昭和36年）2月に空気選炭機が運転を開始し、翌1962年（1962年）1月には増設された。
もともとふるい上に残った石炭は水選されていたが、空気選炭機の実用化後も水選は継続された。しかし空気選別の実用化後、水選によって選別された沈殿粉の品位が低下し、販売が難しくなって貯炭が増大し始めた。そこで浮遊選鉱を実用化して沈殿粉から高品位の微粉を回収することになった。浮遊選鉱の採用に当たって問題となったのが浮選油の選定であった。山陽無煙炭鉱の無煙炭はそのほとんどが家庭用の練炭原料として出荷されており、製品化された練炭に浮選油が混入することによって煙が出たり臭気を発することがあれば商品価値が著しく低下してしまう。そこで試験を繰り返して高品位の粉炭を回収するために適切である上に、練炭原料として問題が無く、コスト面も考慮して浮選油を選定し、1963年（昭和38年）12月より浮遊選鉱の操業が始まった。また1964年（昭和39年）には、砂鉄と水の混合液である重液を利用して選炭を行う重液サイクロンも稼働を開始して、5000キロカロリーの粉炭回収に使用されるようになった。
このように様々な対応をしながら多くの課題に対応していた山陽無煙炭鉱であったが、1964年（昭和39年）頃からより困難な事態が降りかかってきた。産出される無煙炭の品位が急速に低下してきたのである。もともと坑内の機械化の進展や稼行炭層の劣化により品位は徐々に低下してきていたが、それが顕著になって山陽無煙炭鉱の主力商品である1キログラム当たり5500キロカロリーの特粉の品位保持が難しくなってきた。そこでやむを得ず、高品位である水選による特選粉を混炭して特粉の品質保持を図るようになった。
炭鉱をめぐる社会環境も変化しつつあった。深部開発に成功した山陽無煙炭鉱は政府による石炭鉱業調査会の調査によって、炭鉱のスクラップアンドビルド政策においてビルド鉱に選定されたものの、更なる合理化、機械化によって生産性をアップしていくことを求められていた。そのため会社や労働組合の幹部は1963年（昭和38年）後半期より全国各地の炭鉱の視察を繰り返し、視察結果を山陽無煙炭鉱の状況改善に生かしていくようになった。そして大嶺炭田の主力出荷先である練炭業界にも大きな曲がり角がやってきていた。取り扱いが簡単かつ練炭よりも清潔である灯油、そして都市ガス、プロパンガスが家庭用燃料として急速に普及し始めたのである。その結果、練炭の生産高は1962年（昭和37年）を頂点として低下し始める。また海外からの安価で品質も高い無煙炭の輸入も増加していた。
炭鉱を巡る情勢の悪化に敏感に反応したのが従業員たちであった。これまで山陽無煙炭鉱では条件が極めて良い人物でなければ採用されない、いわば買い手市場であったものが、1962年（昭和37年）頃からは若年層の職員を中心に、退職して他の産業に転職していく者が相次ぐようになったのである。山陽無煙炭鉱は一転して人員の補充が極めて大きな課題となり、1964年（昭和39年）頃以降、従業員の募集に本腰を入れるようになった。若手職員の相次ぐ離職は、山陽無煙炭鉱の特徴であった盛んな文化、スポーツ活動にも大きな影響を及ぼした。俳句同好会青ぐみの句会報、「青ぐみ」が1962年（昭和37年）に終刊になるなど、この頃以降、文化、スポーツ活動は徐々に縮小していくことになる。

## 閉山への道

### 困難となっていく炭鉱経営

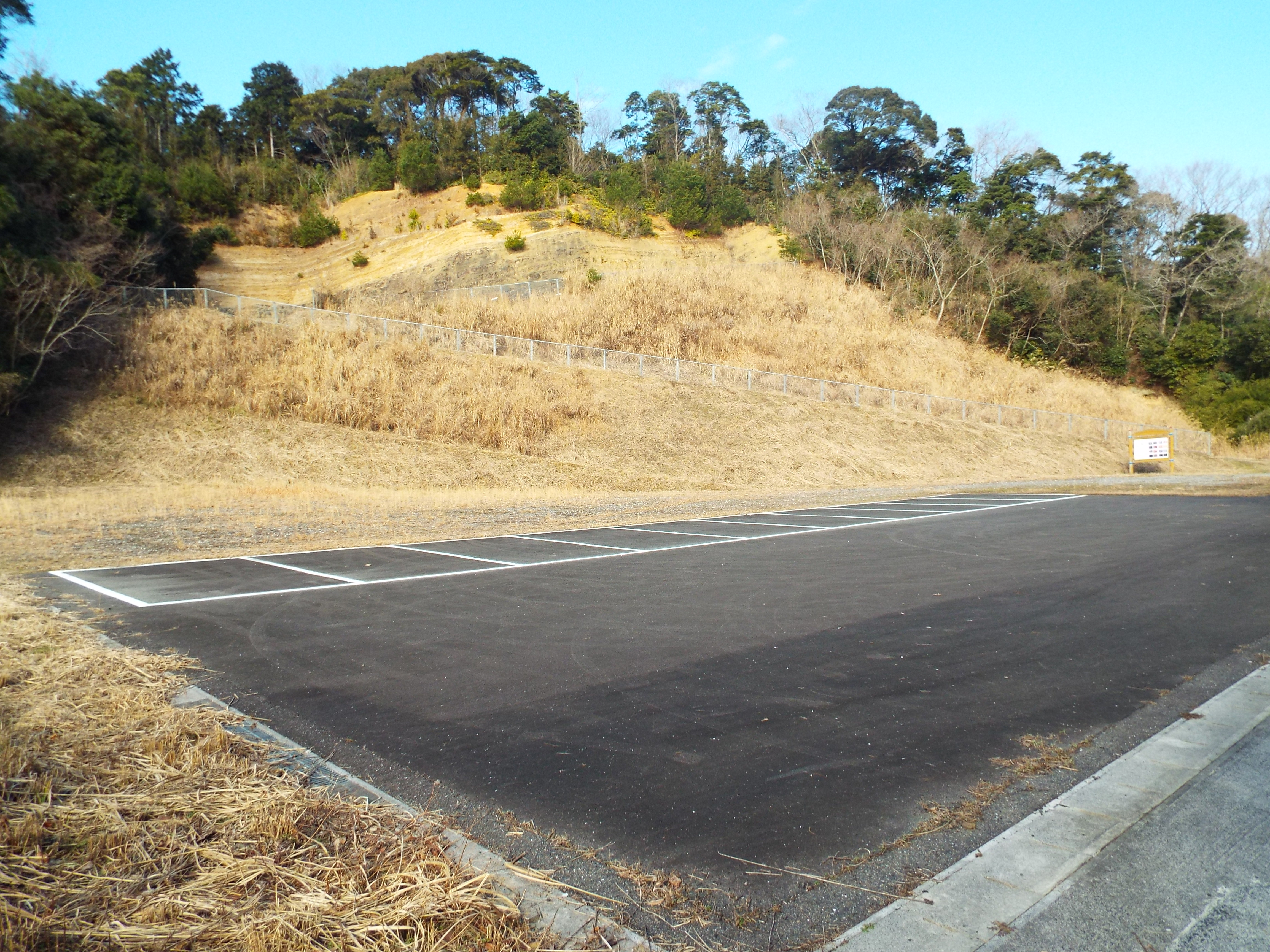
出炭量の増加を目指し、露頭部分の採掘を行うために開始された奥畑露天掘りの跡地を利用した美祢市化石採集場。

1966年（昭和41年）以降、山陽無煙炭鉱は次第に困難な状況に追いやられていく。まず、採炭が困難になっていった。月産7万トン体制の大黒柱であった第6斜坑は、急速に採掘が進められていったため資源が枯渇し、1967年（昭和42年）には深部の採掘を終えた。そこで第6斜坑から南北へ採鉱範囲を広げようと計画したものの、炭層の変異が激しく安定性に欠ける上に、採掘を進めていくには保安上の問題も大きく、結局第6斜坑による深部開発は断念せざるを得なくなった。第6斜坑に替わって採鉱の柱として期待された鉱区の南北方面についても、坑道は鉱区の境界線付近まで延伸したものの、炭層が不安定で質も不良であり採炭可能な場所は少なかった。結局鉱区の南部と北部に採炭の中心を置くことは出来なかった。
そこでこれまで採掘が行われてきた地区の残炭や浅部の露頭付近の採掘、そして草井川の他に桃ノ木、奥畑、荒川で露天掘りを行い。猪ノ木層の水力採炭を行っていった。しかし露天掘りは採炭を続けていくうちに稼行部分が深くなって剥土量が増大してきた。また採炭を続けていた地域も、経済的に採炭可能な場所の石炭は次第に掘りつくされていった。そのため産出量も1969年（昭和44年）度には年産約71万トンにまで減少し、月産ベースも6万トンがやっとになっていった。
また、採掘される石炭の品位低下も止まらなかった。採炭場所が深部、そして周辺部へと移行していく中で、品位の低下は顕著になっていき、前述のように品位の低下に対する対策を進めてみたものの、練炭原料としての商品価値の低下という脅威に晒されるようになっていった。その上、昭和40年代に入ると大都市部では練炭消費の減少が顕著になっていた。
山陽無煙炭鉱での生産性の向上も思うように進まなかった。生産性が思うように上がらなかった主な理由は、大嶺炭田の炭層は断層、褶曲が多く、炭層が不安定であるためであった。まずこのような不安定な炭層では採炭の機械化自体に困難が伴った。また不安定な炭層では採炭計画の立案も困難であった。安定した採炭を行っていくためには炭層の状況を事前に把握しておく必要があり、そのための方法としてはまずボーリング調査が考えられるが、ボーリング調査は高価であり、採鉱予定地の炭層の状況を把握するためには多額な費用を要する。そこで主として実際に坑道を掘進して炭層を把握する方法が取られたのだが、この掘進作業自体が硬い岩盤と複雑な地質状況に阻まれ、思うように進まなかった。
また人員の確保も困難になっていた。頽勢が明らかとなってきた山陽無煙炭鉱では多くの職員たちが職場を離れていった。労務関係者は人員の募集に奔走し、宇部興産関連の閉山した宇部炭田の炭鉱からも人員を配転させ、また業務の一部を外部の業者の請負とするなどして人員の確保に努めた。そのような中、戦前期から山陽無煙炭鉱で活躍してきた季節労働者は1967年（昭和42年）頃から減少し、1969年（昭和44年）に来鉱したのを最後に終了した。この頃には実際問題としては鉱員の数ばかりではなく質も低下しており、それが炭鉱経営の困難に拍車をかけることになった。
石炭産業の斜陽化の中で、大手の山陽無煙炭鉱以上に中小炭鉱は苦労していた。昭和30年代後半以降、榎山炭鉱ではまさに櫛の歯が抜けるように従業員が辞めていった。炭鉱に残るのは主として年齢の高い職員ばかりで、石炭の生産高も減少していく。炭鉱の経営陣は従業員の引き留めに努力するともに、求人のために山口県内を走り回ることになった。この頃になると就職時に多額の支度金とともに生活費として給与の前貸しは常識となっており、苦労してようやく採用にこぎつけた鉱員も、たちまちのうちに失踪し、前貸しした給与が焦げ付いてしまうといったトラブルも発生した。

### 閉山

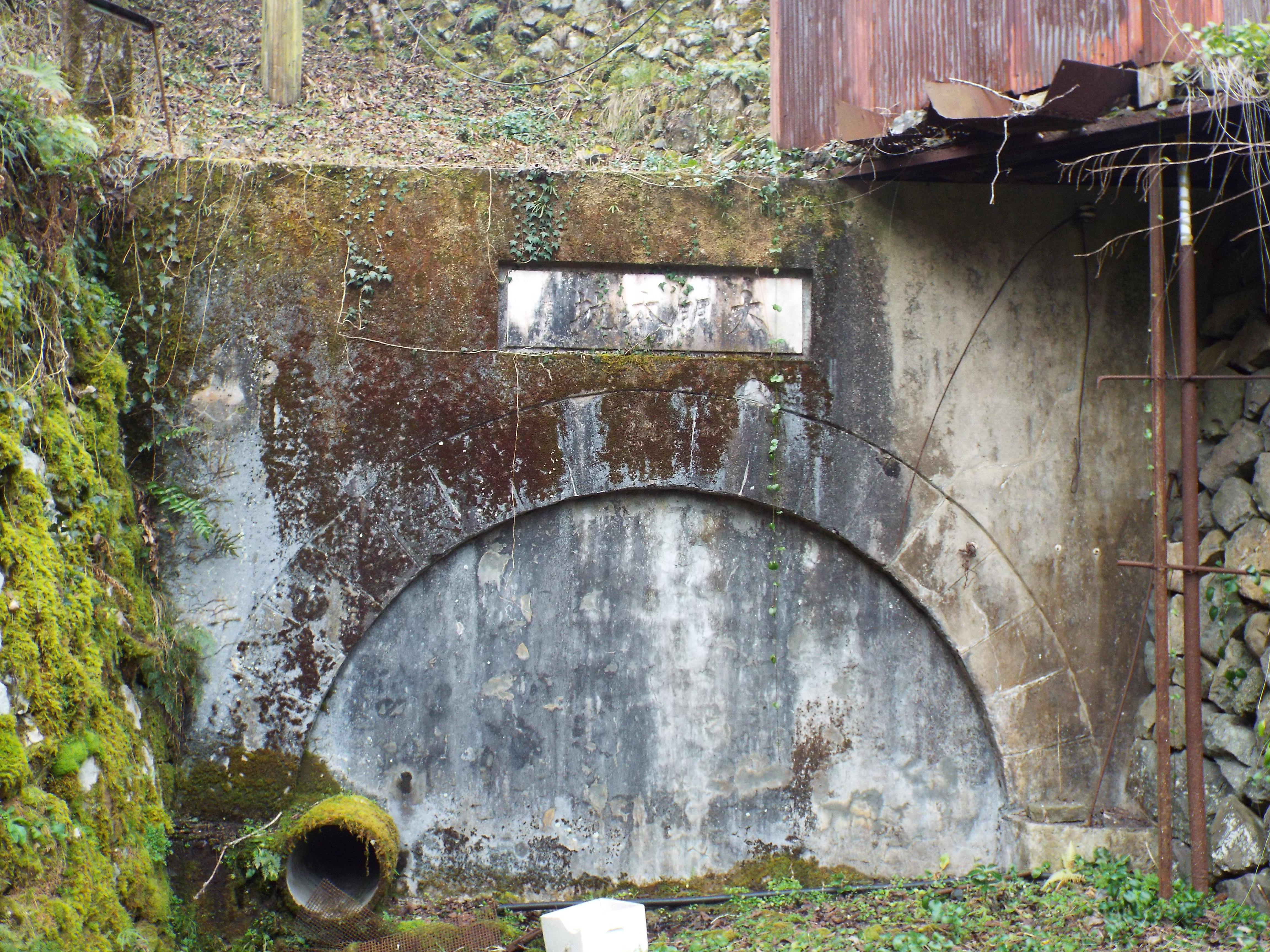
1973年（昭和48年）3月に閉山した大明炭鉱本坑の坑口。

山陽無煙炭鉱では経済的に採炭可能な場所が掘りつくされていき、新たに安定した採炭が可能な地区が開発されるめども立たなかった。そして無煙炭の需要も減少していくことも明らかであり、1970年（昭和45年）9月1日、職員と鉱員の組合に対して閉山を提案した。両組合とも会社側の閉山提案を了承し、11月27日に閉山となり、翌28日付で全従業員が解雇となった。1971年（昭和46年）1月17日には坑口が閉鎖され、2月15日、豊浦山神社にて閉山式が行われた。また1970年（昭和45年）7月には大嶺無煙炭鉱、櫨ケ谷無煙炭鉱も閉山となった。
炭鉱は危険性が高い職場であり山陽無煙炭鉱でも毎年のように死傷者が出た。しかし幸いなことに数百人が犠牲となって社会問題になるような大事故は、閉山まで一度も発生しなかった。この背景には鉱員から「そのうち鎧を着せられて入坑するようになるのではないか」との冗談が飛び出すほど安全対策を重視し、保安体制、教育の充実と徹底が閉山まで守られ続けたことがあった。

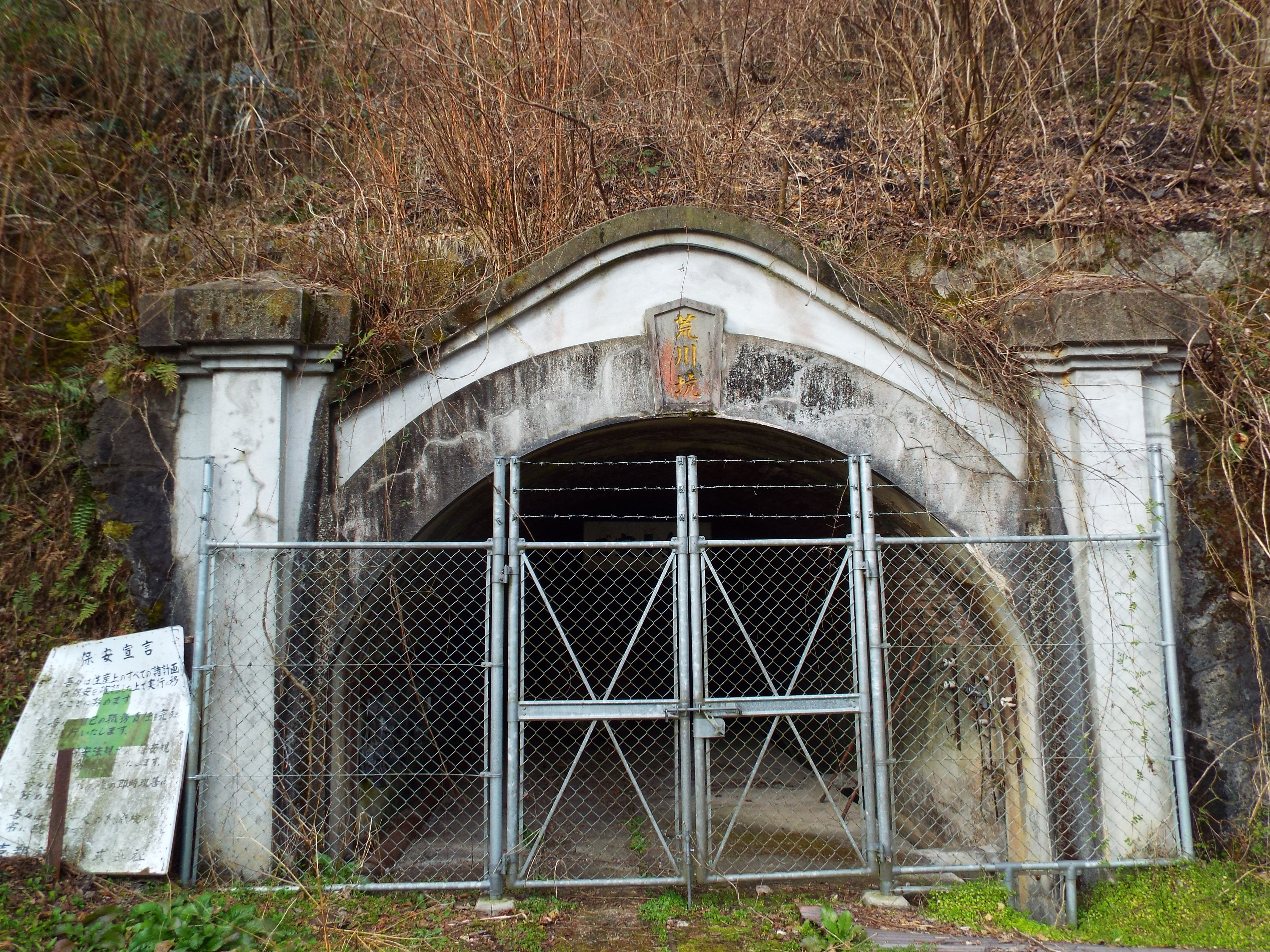
1904年（明治37年）、海軍炭鉱時代に開坑した荒川坑は、1992年（平成3年）4月の吉部鉱業美祢炭鉱の坑内掘り終了時に閉坑となった。

山陽無煙炭鉱の閉山時、榎山炭鉱と大明炭鉱が採炭を続けていた。榎山炭鉱は隣の山陽無煙炭鉱の閉山後、山陽無煙炭鉱で処理されなくなった坑内水が坑内に流入するようになり、排水が困難になった。炭鉱経営がより困難になって閉山の時期を模索し始めた中、1972年（昭和47年）7月11、12日の集中豪雨によって排水用の主要ポンプや坑道が水没してしまった。さっそく排水作業に取り掛かったものの坑道の一部が崩落し、保安上の問題も加わったことにより、結局8月いっぱいで閉山することになった。残った大明炭鉱は隣接する山陽無煙炭鉱と榎山炭鉱の坑内水が坑内に流入することになり、保安上の問題で1973年（昭和48年）3月に大明炭鉱本坑が閉山する。そして大明炭鉱猪ノ木坑も1977年（昭和52年）3月いっぱいで閉山となり、大嶺炭田の炭鉱はいったん全て閉山した。
しかし1979年（昭和54年）11月、吉部鉱業美祢炭鉱が露天掘りを開始し、大嶺炭田は復活する。1980年（昭和55年）9月には旧山陽無煙炭鉱の荒川坑で採掘を再開し、採掘された無煙炭は練炭の原料として販売した。吉部鉱業美祢炭鉱の荒川坑での操業は1992年（平成3年）4月で終了し、その後は再び露天掘りに移行したが、2002年（平成14年）に操業が終了し、大嶺炭田の炭鉱は全て閉山となった。

## 閉山後の大嶺炭田

### 産業振興と人口減少
美祢市の国勢調査時の人口は、1960年（昭和35年）の39704人をピークに減少し続ける。これは炭鉱の閉山が相次いだことが原因であった。1965年（昭和40年）の国勢調査では34359人、1970年（昭和45年）は27639人と、1975年（昭和50年）は22552人と、5年間に1割以上の人口減が続いた。その後もペースは鈍くなったものの人口減が続いた。
1962年（昭和37年）に美祢市は産炭地域の指定を受けた。1970年（昭和45年）の山陽無煙炭鉱の閉山前、当時の美祢市の人口の約4分の1が山陽無煙炭鉱の従業員とその家族で、市の予算の約3分の1が山陽無煙炭鉱からの市税、固定資産税、鉱業税などの収入で占められていた。このため山陽無煙炭鉱閉山の動きに美祢市は神経を尖らせ、母体である宇部興産にしばしば対応策を要請していた。
山陽無煙炭鉱の閉山が決定すると、美祢市や美祢市商工会議所は宇部興産に新企業の設立など対応策を要請するとともに、美祢地区振興対策協議会を設立して企業誘致、工業団地の建設などといった地域振興策に取り組んだ。宇部興産は山陽無煙炭鉱の美祢側に宇部電気化学、豊浦側に美祢機械製作所を設立して、主として山陽無煙炭鉱からの離職者を採用した。
山陽無煙炭鉱の閉山時は高度経済成長期であったため、求人は多かった。閉山前後に宇部興産関連企業に配転が決まり、美祢を離れた人たちも多かったが、他の企業に再就職して美祢を去った人たちも数多くいた。
続いて美祢では旧産炭地域の産業振興を目的とした工業団地の造成が始まった。1971年（昭和46年）、山陽無煙炭鉱閉山後の離職者対策を目的として、美祢市が取得した土地で産炭地域振興事業団（後の地域振興整備公団）が曽根工業団地の事業を開始した。続いて地域振興整備公団が1981年（昭和56年）から美祢工業団地の事業を開始した。美祢工業団地は1988年（昭和63年）に分譲を開始し、曽根工業団地、美祢工業団地ともに企業が進出し、炭鉱閉山後の美祢市の地域振興に貢献した。

### 日本初のPFI刑務所となった旧豊浦社宅

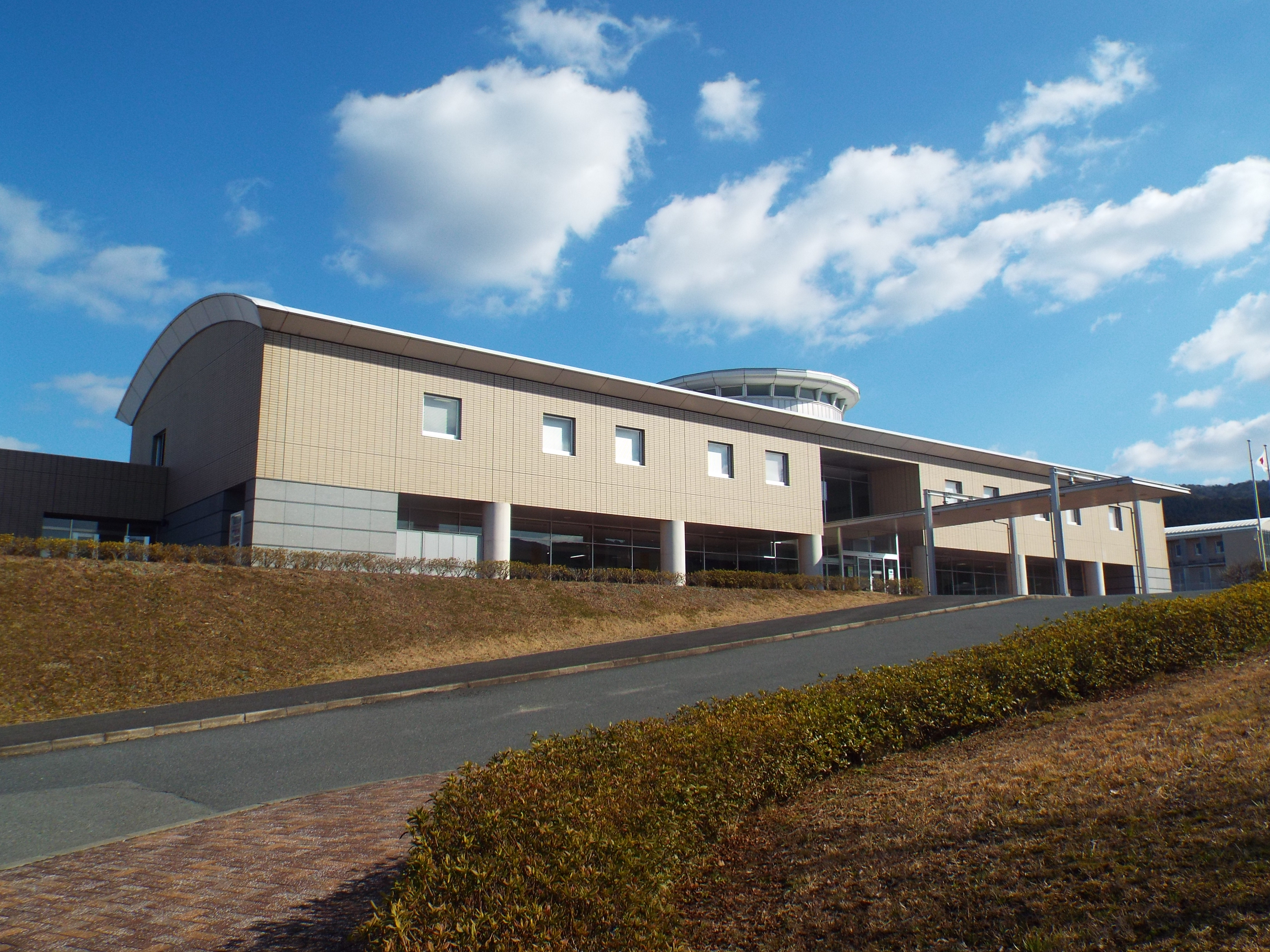
山陽無煙炭鉱最大の社宅であった豊浦社宅の跡地に、日本初のPFI刑務所である美祢社会復帰促進センターが建設された。

1983年（昭和58年）、美祢市長から山口県に対し、山陽無煙炭鉱最大の社宅であった豊浦社宅の跡地に企業誘致を行うための協力要請がなされた。その後1991年（平成3年）、山口県は通産省に対し、素形材タウン構想のモデル地区申請を行い、同年7月に全国3か所のモデル地区の一つに指定された。そこで県と市は合同で素形材タウン建設推進協議会を設立し、構想の早期実現を目指した。同年、美祢市は美祢市新総合計画「新生みね2001プラン」を策定するが、計画の三本の柱のうち一つが豊浦社宅の跡地に建設される工業団地、美祢テクノパークであった。
1994年（平成6年）7月、地域振興整備公団が工業団地の造成を開始した。1997年（平成9年）3月には総面積約43.4ヘクタール、うち13区画の工業用地約28.1ヘクタールの美祢テクノパークが完成し、同年9月から分譲が開始された。しかし美祢テクノパークは宇部フェニックステクノポリス計画の中で、内陸部における生産拠点とされたものの、バブル崩壊後の景気低迷のあおりを受け、全く企業が進出しない状況が続いた。
美祢市の人口減少に歯止めがかからない中、企業誘致が期待された美祢テクノパークには1社も進出しない状況が続き、地域を活性化させるための施策が大きな課題となっていった。ちょうど同じ頃、犯罪情勢の悪化に伴い受刑者が増加し、刑務所の過剰収容が深刻な問題となっていた。2001年（平成13年）から法務省は既存の刑務所の増改築を行い、過剰収容の解消を目指したもののとうてい間に合わなかった。そこで刑務所の新設が大きな課題となったが、新設となると国の厳しい財政状況も考慮に入れざるを得なかった。そこで1999年（平成11年）に制定された、「民間資金等の活用による公共施設等の整備等の促進に関する法律」を活用することになった。PFI（Private Finance Initiative）、つまり民間の資金、ノウハウを活用して公共施設の整備を行う手法を用いて刑務所を新設することになったのである。
PFI事業による刑務所の新設という方針が決定されると、全国51か所から誘致の声が上がった。美祢市でも2001年（平成13年）、美祢市議会に美祢テクノパークへの刑務所誘致を協議する活性化対策特別委員会が設置され、美祢市長と市議会が国と山口県に対して誘致活動を開始した。地元住民から不安や戸惑いの声も上がったものの、刑務所新設に伴う経済効果への期待が上回り、誘致に対する熱意が盛り上がっていく中、山口県も知事が法務大臣に誘致を要請するなど支援を行った。
2004年（平成16年）1月、法務省は美祢テクノパークにPFI刑務所を建設することを決定した。全国各地の候補地間で誘致合戦が行われた中、美祢テクノパークが選ばれた理由としては
- 深刻化している刑務所の過剰収容問題への対応を考えると、美祢テクノパークは造成済みの工業団地であり、短期間で建設に着手可能で竣工も早くなるので望ましい。
- 受刑者に対する医療対応の面からも、総合病院が近くにあるため望ましい。
- 地域からの反対運動が見られないこと。
- 地域振興、地域活性化に寄与できる見通しがあること。
- 敷地が広いため、将来の増改築にも対応可能であること。

などが挙げられた。
2006年（平成18年）1月、美祢テクノパークの地で建設工事が開始され、2007年（平成19年）5月13日、日本初のPFI刑務所である美祢社会復帰促進センターの開庁式が行われた。こうして山陽無煙炭鉱最大の社宅であった豊浦社宅の跡地は、工業団地美祢テクノパークを経て日本初のPFI刑務所となった。

## 大嶺炭田の化石
美祢層群からはこれまで多くの植物、昆虫、二枚貝の化石が発見されていることで注目されており、美祢地域では美祢層群の中でも桃木層から多くの化石が見つかっている。化石は石炭層付近の頁岩から数多く見つかっており、特に地表付近の石炭を採掘するため、山陽無煙炭鉱による露天掘りが本格化した1966年（昭和41年）頃から多くの化石が発見されている。
美祢層群から発見される植物化石は主にシダ植物と裸子植物である。特に注目されるのが植物の生殖器官が見つかっていることである。生殖器官は植物の本体から離脱した形で発見される場合がほとんどであるが、中には植物についたままのものもあり、これは美祢層群の植物化石はどこかから流れてきたものが堆積したわけではなく、植物が生育していた場所で堆積したことを示していると考えられている。これは大嶺炭田の石炭についても同じことが言えるが、地殻変動や火成岩の影響を受けて無煙炭となってしまっているため、植物についての情報を得ることは出来ない。また美祢層群から発見される植物化石が主としてシダ植物と裸子植物であることから考えて、大嶺炭田の無煙炭もシダ植物、裸子植物の遺骸が堆積したものであったと推定されている。
またゴキブリ、トンボ、バッタ目といった昆虫の化石、そして二枚貝の化石も多く見つかっている。このようなことから、大嶺炭田の主要部が形成された美祢層群の形成時代は浅い海に面したジャングルが広がり、地殻変動によって陸化が進んだり、またある時は海水が浸入したりするような環境であったと考えられている。

### 露天掘り跡を利用した化石採集場とジオパーク
大嶺炭田の遺産の活用を検討していく中で、山陽無煙炭鉱時代に露天掘りが行われた奥畑の露天掘り跡地を化石採集場にする計画が持ち上がった。奥畑の露天掘り跡地には美祢層群の桃木層が露出しており、シダやトクサの仲間のようなシダ植物やイチョウやソテツの仲間のような裸子植物の化石、そしてゴキブリなど昆虫の化石を採集することができる。そして2006年（平成18年）5月、化石採集ができる美祢市化石採集場がオープンした。
2015年（平成27年）9月、大嶺炭田を含む美祢地域はMine秋吉台ジオパークとして日本ジオパークに加盟する。大嶺炭田の遺構がMine秋吉台ジオパークのジオサイトとされるとともに、大嶺炭田の資料を集めた美祢市歴史民俗資料館、そして大嶺炭田で発見された化石などを展示する美祢市化石館がジオパークの関連施設とされた。